# Fabrizio De André
Fabrizio Cristiano De André (Genova, 18 febbraio 1940 – Milano, 11 gennaio 1999) è stato un cantautore italiano.

Firma di Fabrizio De André

Considerato uno dei maggiori cantautori italiani, è conosciuto anche con l'appellativo di Faber che gli dette l'amico Paolo Villaggio, con riferimento alla sua predilezione per i pastelli e le matite della Faber-Castell, oltre che per l'assonanza con il suo nome, e talvolta come "il cantautore degli emarginati" o il "poeta degli sconfitti".
In quasi quarant'anni di attività artistica, De André ha inciso quattordici album in studio, più alcune canzoni pubblicate solo come singoli e poi riedite in antologie. Molte sue canzoni raccontano storie di emarginati, ribelli e prostitute, e alcune per il loro valore poetico sono state accolte da antologie scolastiche già dai primi anni settanta. I testi hanno meritato a De André l'elogio del poeta Mario Luzi.
Insieme a Bruno Lauzi, Gino Paoli, Umberto Bindi e Luigi Tenco, è uno degli esponenti della cosiddetta scuola genovese, un nucleo di artisti che rinnovò profondamente la musica leggera italiana. È l'artista con il maggior numero di riconoscimenti da parte del Club Tenco, con sei Targhe e un Premio Tenco. La popolarità e l'alto livello artistico del suo canzoniere hanno spinto alcune istituzioni, dopo la sua morte, a dedicargli vie, piazze, parchi, teatri, biblioteche e scuole.
Di idee anarchiche e pacifiste, è stato anche uno degli artisti che maggiormente hanno valorizzato la lingua ligure. Ha affrontato inoltre, in misura minore e differente, altri idiomi, come il gallurese e il napoletano. Durante la sua carriera ha collaborato con personalità della cultura e importanti artisti della scena musicale e culturale italiana, tra cui Elvio Monti, Gian Piero Reverberi, i New Trolls, Mina, Nicola Piovani, Giuseppe Bentivoglio, la Premiata Forneria Marconi, i Tazenda, Ivano Fossati, Mauro Pagani, Massimo Bubola, Álvaro Mutis, Fernanda Pivano e Francesco De Gregori.

## Biografia

### L'infanzia e la giovinezza

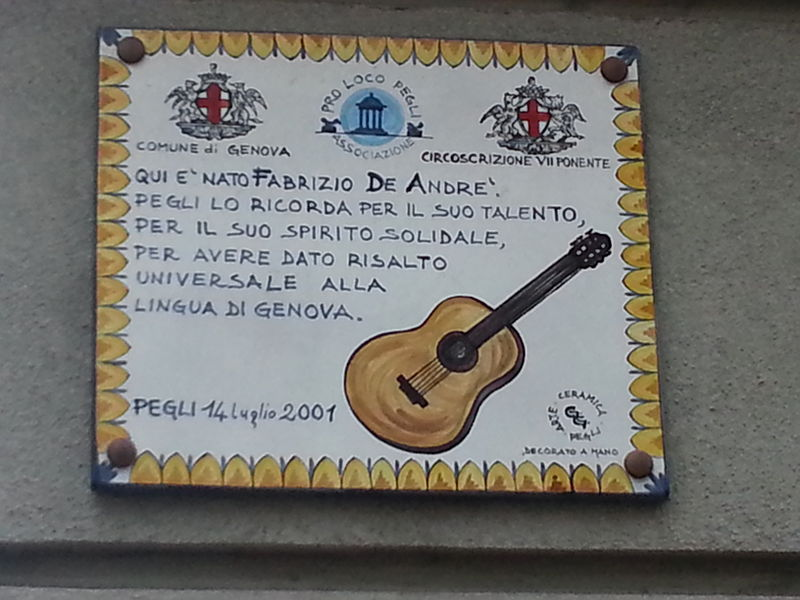
Targa commemorativa sulla casa natale di De André a Pegli in via De Nicolay 12

Fabrizio De André nasce il 18 febbraio 1940 nel quartiere genovese di Pegli, in via De Nicolay 12, dove, nel 2001, il Comune di Genova ha posto una targa commemorativa.
I genitori, sposati dal 1935, erano entrambi piemontesi. Si trasferiscono in Liguria dopo la nascita del primogenito Mauro. Il padre Giuseppe, pur provenendo da una famiglia di condizioni modeste, di cui vantava però nobili origini provenzali, si trasferì nel 1922 a Genova e si laurea in filosofia con Benedetto Croce; riesce a fare fortuna acquistando un Istituto tecnico a Sampierdarena; nel secondo dopoguerra diventa vicesindaco repubblicano di Genova, direttore generale e operativo, poi amministratore delegato e infine presidente dell'Eridania e promuove la costruzione della Fiera del Mare di Genova, nel quartiere della Foce. La madre, Luigia (Luisa) Amerio, era di estrazione benestante, figlia di produttori vitivinicoli.
Durante la seconda guerra mondiale, Fabrizio vive inizialmente da sfollato nella campagna astigiana a Revignano d'Asti dove il padre, dopo i bombardamenti del 1941, aveva acquistato la "Cascina dell'Orto". Qui conosce l'amica e coetanea Nina Manfieri, un'amicizia mai dimenticata e narrata nella canzone "Ho visto Nina volare" contenuta nell'album "Anime Salve". Giuseppe resta in città per seguire l'Istituto tecnico, ma nel 1944 raggiunge la famiglia in quanto ricercato dai fascisti per aver coperto i suoi alunni ebrei. Vive poi nella Genova del dopoguerra, scossa e partecipe della contrapposizione tra cattolici e comunisti.
Dopo aver frequentato le scuole elementari in un istituto privato retto da suore, passa alla scuola statale, dove il suo comportamento "fuori dagli schemi" gli impedisce una pacifica convivenza con le persone che vi trova, in special modo con i professori. Per questo motivo viene trasferito nella severa scuola dei Gesuiti dell'Istituto Arecco, scuola media inferiore frequentata dai rampolli della "Genova-bene". Qui Fabrizio è vittima, nel corso del primo anno di frequenza, di un tentativo di molestia sessuale da parte di un gesuita dell'istituto; nonostante l'età, la reazione verso il "padre spirituale" è pronta e, soprattutto, chiassosa, irriverente e prolungata, tanto da indurre la direzione a espellere il giovane De André, nel tentativo di placare lo scandalo. L'improvviso espediente si rivela vano poiché, a causa del provvedimento d'espulsione, dell'episodio viene a conoscenza il padre di Fabrizio, esponente della Resistenza e vicesindaco di Genova, che informa il Provveditore agli studi, pretendendo un'immediata inchiesta che termina con l'allontanamento dall'istituto scolastico del gesuita, e non di Fabrizio.
Negli anni del dopoguerra De André conosce Paolo Villaggio, futuro attore comico e scrittore umorista, diventandone intimo amico e con il quale dividerà gran parte delle sue scorribande giovanili.
È lo stesso De André a descrivere il loro primo incontro avvenuto nel 1948 in una frazione di Cortina d'Ampezzo: «L'ho incontrato per la prima volta a Pocol, sopra Cortina; io ero un ragazzino incazzato che parlava sporco; gli piacevo perché ero tormentato, inquieto e lui lo era altrettanto, solo che era più controllato, forse perché era più grande di me e allora subito si investì della parte del fratello maggiore e mi diceva: "Guarda, tu le parolacce non le devi dire, tu dici le parolacce per essere al centro dell'attenzione, sei uno s....zo».

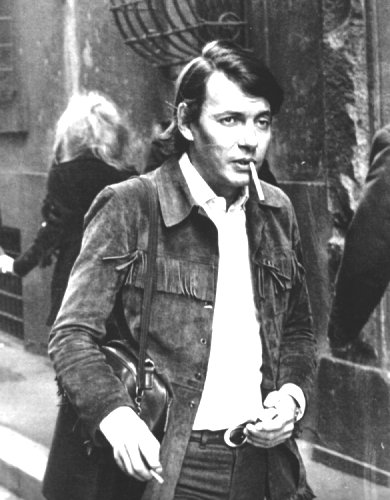
De André ventenne (1960)

In seguito, nell'ottobre 1956, Fabrizio si iscrive al primo anno al Liceo classico “Cristoforo Colombo”. Assegnato alla sezione A, quella con i professori migliori e più severi, è da subito trasgressivo con i docenti, ma cordiale con i compagni di classe. Il suo "nemico" è il professore di lettere, Decio Pierantozzi, che non gli dà mai la sufficienza e gli contesta la scarsa organicità dei temi. "Era estroverso – ricorda il docente – non senza ingegno, ma strano; faceva i compiti in classe e li lasciava a metà…". De André non ha mai avuto un profitto particolarmente alto e nei compiti in classe se la cavava facendoseli passare da qualche compagno più bravo e di sua fiducia. Fu, tuttavia, colpito da una lezione del professore di Religione, don Giacomino Piana detto Don Birillo, sull'umanità di Cristo.
In seguito, dopo aver lasciato la casa dei genitori a diciotto anni, a causa del difficile rapporto col padre, De André, diplomatosi, frequenta alcuni corsi di Lettere e altri di Medicina presso l'Università degli Studi di Genova prima di scegliere la facoltà di Giurisprudenza, ispirato dallo stesso padre, dall'amico d'infanzia Paolo Villaggio e dal fratello maggiore Mauro, già avviato agli studi in legge e che diverrà un noto avvocato. In questo periodo De André comincerà ad avere problemi legati all'abuso di alcool. A sei esami dalla laurea, grazie ai primi contratti discografici, Fabrizio lascia gli studi e decide di intraprendere una strada diversa da quella del fratello: la musica (Mauro sarebbe divenuto uno dei suoi fan più fedeli e critici).
Successivamente a un primo e problematico approccio, determinato dalla decisione dei genitori di avviarlo allo studio del violino, l'incontro decisivo con la musica avviene con l'ascolto di Georges Brassens, del quale De André tradurrà alcune canzoni, inserendole nei suoi primi album a 45 giri. La passione ha corpo anche grazie alla sua "scoperta" del jazz e all'assidua frequentazione degli amici Luigi Tenco, Umberto Bindi, Gino Paoli, del pianista Mario De Sanctis e altri, con i quali comincia a suonare la chitarra e a cantare nel locale "La Borsa di Arlecchino".

Fabrizio De André assieme all'amico Paolo Villaggio, con cui ha condiviso gli anni dell'infanzia e della giovinezza

De André, in questi anni, conduce una vita sregolata e in contrasto con le consuetudini della sua famiglia, frequentando amici di tutte le estrazioni culturali e sociali e viaggiando; la sua compagna, nel periodo 1960-61, è una prostituta di via Prè, Anna (con grande disappunto del padre), mentre vive, per alcuni periodi dal 1957, ospite in casa di un amico tetraplegico. Sovente, insieme a Paolo Villaggio, cercava invece di sbarcare il lunario con lavori saltuari, anche imbarcandosi, d'estate, sulle navi da crociera come musicista per le feste di bordo. Secondo Villaggio, alcune volte si esibirono assieme a Silvio Berlusconi, anche lui cantante da crociera in gioventù. Gli anni della giovinezza, soprattutto le serate passate nelle varie osterie genovesi o in gruppo a casa di amici, sono state raccontate dallo stesso Villaggio: «Io e Fabrizio eravamo, direi senza saperlo, due veri creativi e lo abbiamo poi dimostrato nella vita [...] lui si comportava come me, cioè facevamo una vita dissennata, andavamo a caccia di amici terribili [...] i nostri genitori erano terrificati da questo tipo di vita, non si faceva niente e si dormiva regolarmente sino alle due del pomeriggio».
In questo periodo, tra la fine degli anni '50 e l'inizio dei '60, fa anche importanti letture, che avrebbero influenzato la sua visione del mondo, tra cui le opere di Michail Bakunin, Errico Malatesta e altri libertari: fondamentale è per lui la scoperta del libro L'Unico e la sua proprietà del filosofo tedesco Max Stirner, che lo colpirà a tal punto da autodefinirsi anarco-individualista. Dal quel momento simpatizzerà sempre per le idee anarchiche, influenzato anche dal suo cantautore prediletto, il citato Georges Brassens, da lui considerato come un maître à penser. Al corrente del carattere burrascoso del cantante e poeta francese, non vorrà mai conoscerlo di persona per timore di rimanerne deluso, anche se lo stesso Brassens loderà la qualità delle traduzioni delle sue canzoni effettuate da De André. Nel 1957 si iscrive alla Federazione Anarchica Italiana (FAI) di Carrara.
Nell'estate del 1960, Fabrizio, insieme a Clelia Petracchi, che scrive il testo con lui, compone quella che lui ha sempre considerato la sua prima canzone, La ballata del Miché, in cui è marcata l'influenza della canzone esistenzialista francese. Alla fine del giugno 1961 Beppe Piroddi, uno dei playboy più in auge in quel tempo, presenta a De André Enrica Rignon, detta "Puny". Enrica, grande appassionata di jazz, è una ragazza che ha quasi sette anni in più di Fabrizio ed appartiene a una delle famiglie più abbienti di Genova. Dopo qualche mese che i due si frequentano, "Puny" (deceduta nel 2004) resta incinta, e a Quarto diviene la prima moglie di De André, dove il matrimonio si tenne nella Chiesa di San Giovanni Battista. Nel 1962 nasce il figlio Cristiano. I due si separeranno a metà degli anni settanta. Il testimone di nozze di De André è un amico e collega di partito del padre, Randolfo Pacciardi. Curiosamente, il matrimonio del rampollo De André è stata la sua prima citazione giornalistica.
In seguito al matrimonio e alla nascita del figlio, il ventiduenne Fabrizio è pressato dalla necessità di avere un lavoro fisso per provvedere al mantenimento della famiglia, e trova un impiego come vice preside in un istituto scolastico privato di proprietà del padre.

### L'esordio nel 1961 e il periodo Karim
(F. De André)

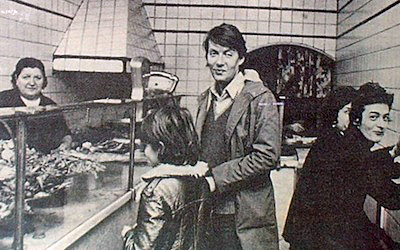
Fabrizio De André nella friggitoria Rosa (poi chiusa) in Sottoripa negli anni '70, insieme al figlio Cristiano.

Nell'ottobre del 1961 la Karim (etichetta che vede tra i soci fondatori anche il padre Giuseppe) pubblica il suo primo 45 giri, con copertina standard forata (la ristampa del 1971 della Roman Record avrà invece una copertina con un disegno anonimo). Il disco contiene due brani, Nuvole barocche ed E fu la notte.
Il 2 maggio 1963 avviene il debutto televisivo del cantautore, che nel programma Rendez-Vous, condotto da Line Renaud con la regia di Vito Molinari e trasmesso dal primo Canale canta Il fannullone.
Secondo quanto affermato dal cantautore in un'intervista al Corriere della Sera, nel 1964 ha sostenuto l'esame di ammissione come autore della parte letteraria alla SIAE di Roma per poter depositare a proprio nome le canzoni (in realtà la data è sicuramente errata, in quanto De André già nel 1961 firmava i testi e le musiche delle sue canzoni, depositandole alla SIAE); nel 1997, durante la consegna del Premio Lunezia, ha confessato di aver utilizzato una buona parte del testo della canzone Le foglie morte di Jacques Prévert nella prova di esame.
Lasciato il lavoro presso la scuola, negli anni successivi De André va affermandosi sempre più come personaggio riservato e musicista colto, abile nel condensare nelle proprie opere varie tendenze e ispirazioni: le atmosfere degli storici cantautori francesi, tematiche sociali trattate sia con crudezza sia con metafore poetiche, tradizioni musicali di alcune regioni italiane e mediterranee, sonorità di ampio respiro internazionale, l'utilizzo di un linguaggio inconfondibile e, al tempo stesso, quasi sempre semplice per essere alla portata di tutti.
Nel 1964 incide La canzone di Marinella, che gli darà il grande successo e la notorietà a livello nazionale tre anni dopo, quando sarà interpretata da Mina; il testo è in apparenza fiabesco ma ispirato a un fatto di cronaca. Nel 1965 De André scrive Stringendomi le mani per Giuliana Milan.
Nel 1966 escono i due singoli La canzone dell’amore perduto (su musica di Georg Philipp Telemann, e con La ballata dell’amore cieco sul lato B) e Amore che vieni, amore che vai (abbinata a Geordie sul lato B). E saranno proprio questi due ultimi 45 giri ad aprirgli le porte del successo. I dischi di Fabrizio si trovano nei negozi di quasi tutte le più grandi città. E i suoi discografici decidono di raccogliere una selezione della sua produzione Karim, nel suo primo 33 giri, Tutto Fabrizio De André (ristampato due anni dopo con il titolo di La canzone di Marinella sotto un'altra etichetta e con una diversa copertina), che viene distribuito a fine 1966.
Segue Vol. 1º (1967), considerato (non a torto) come il suo primo vero album, Tutti morimmo a stento (1968), Volume 3º (1968), Nuvole barocche (1969); quest'ultimo è la raccolta dei 45 giri del periodo Karim esclusi da Tutto Fabrizio De André.
Il brano di apertura di Vol. 1º è Preghiera in gennaio, una canzone scritta di getto poche ore dopo la morte di Luigi Tenco, amico di giovinezza di Fabrizio e cantautore, che aveva interpretato la canzone La ballata dell'eroe nel film La cuccagna, suicida (sebbene la vicenda non sia stata del tutto chiarita) a Sanremo con un colpo di pistola, durante il Festival del gennaio 1967. Il legame tra Luigi e Fabrizio era forte, e De André scrive la canzone sull'onda dell'emozione, dopo aver fatto visita alla salma dell'amico assieme alla moglie; in essa l'agnostico De André, sempre comunque affascinato da certi temi religiosi, canta una preghiera a Dio per Tenco, concedendogli un posto in Paradiso con gli altri suicidi, condannati invece dai benpensanti e dalla Chiesa ufficiale.

### Fra esistenzialismo e contestazione: dal 1968 al 1973
Gli anni fra il 1968 e il 1973 sono fra i più proficui per l'autore che comincia la serie dei concept album con Tutti morimmo a stento. A proposito di quest'ultimo, De André ha dichiarato: "L'idea di realizzare questo disco mi venne in mente dopo aver ascoltato 'Days of Future Passed'... dei Moody Blues, realizzato insieme alla London Symphony Orchestra." Musicalmente, è importante il contributo di Gian Piero Reverberi, arrangiatore, compositore dell'Introduzione, nonché co-autore di tutte le musiche.
Per quanto riguarda i testi, invece, Tutti morimmo a stento è ispirato alla poetica di François Villon e a tematiche esistenzialiste (queste ultime torneranno anche negli album successivi), è il quarto concept album a essere pubblicato in Italia; il testo del primo brano, Cantico dei drogati, è tratto da una poesia di Riccardo Mannerini, Eroina.
(Fabrizio De André sull'amico Mannerini e la realizzazione dell'album)
De André incide anche una versione inglese dell'album, mai commercializzata e esistente in unica copia, che è stata proprietà di un collezionista statunitense e appartiene a un collezionista pugliese.

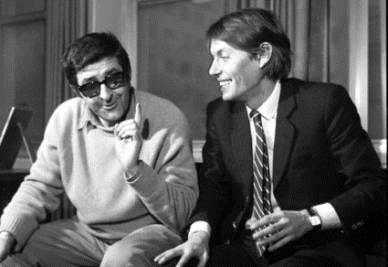
Fabrizio De André con il poeta Riccardo Mannerini, che collaborò all'album del 1968 Senza orario senza bandiera e al testo di Cantico dei drogati.

In questo periodo De André si dedica anche alla scoperta di nuovi talenti: dopo una prima esperienza con i Ricchi e Poveri (che tenta di portare alla Bluebell, ma Casetta non è interessato) collabora con un altro complesso della sua città già sotto contratto con la Fonit Cetra, i New Trolls, per cui scrive gran parte dei testi dell'album Senza orario senza bandiera collaborando con Riccardo Mannerini.
A Tutti morimmo a stento segue La buona novella; un album importante, che interpreta il pensiero cristiano alla luce di alcuni vangeli apocrifi (in particolare, come riportato nelle note di copertina, dal Protovangelo di Giacomo e dal Vangelo arabo dell'infanzia), sottolineando l'aspetto umano della figura di Gesù, in forte contrapposizione con la dottrina di sacralità e verità assoluta, che il cantautore sostiene essere inventata dalla Chiesa al solo scopo di esercizio del potere.
Come ha raccontato Roberto Dané, l'idea del disco è dello stesso Dané, che pensa di realizzarla con Duilio Del Prete, poi la propone ad Antonio Casetta, il quale la dirotta a De André.
(Roberto Dané)
Nel disco suonano, tra gli altri, I Quelli, che nel 1971, dopo l'ingresso di Mauro Pagani, cambiano il nome in Premiata Forneria Marconi.
A distanza di anni, De André continuerà a considerare questo disco la sua incisione migliore:
"Lo sai che ero quasi sicuro che invece mi avresti risposto: Tutti morimmo a stento? Come mai questa scelta?" "No, quello è un disco polveroso, barocco, e non dimentichiamoci che sotto il Barocco c'era il peso della Controriforma..."»
Nel 2010 il disco verrà reinciso dalla Premiata Forneria Marconi, con nuovi arrangiamenti e l'aggiunta di alcuni brevi intermezzi strumentali; il disco, intitolato A.D. 2010 - La buona novella, viene pubblicato ad aprile.
Proprio a questo periodo (il 1969) risale l'amicizia di De André con un altro collega che ha cantato, spesso, gli ultimi e i poveri, Gipo Farassino; anni dopo De André racconterà a TorinoSette, l'inserto settimanale de La Stampa, un episodio successivo (avvenuto dopo un concerto a Torino) riguardante la loro amicizia:
 Il racconto di Farassino, pubblicato su La Stampa, differisce nel finale: "Il mattino dopo gli prestai una mia bella camicia, con la raccomandazione di restituirmela. Non l'ho più vista, ma con lui era così...".

De André durante il tour L'Indiano 1981

Il disco successivo, del 1971, è Non al denaro, non all'amore né al cielo, libero adattamento (eseguito insieme a Giuseppe Bentivoglio) di alcune poesie della Antologia di Spoon River, opera poetica di Edgar Lee Masters; le musiche sono composte insieme a Nicola Piovani. De André in quel periodo incontra Fernanda Pivano, traduttrice e scrittrice che ha fatto conoscere in Italia la letteratura americana e che ha tradotto l'Antologia sepolcrale da cui trae ispirazione l'album. Per rimuovere l'ostacolo della ritrosia del cantautore a concedere interviste, la Pivano pensa di nascondere a De André un registratore per poi trascrivere interamente la lunga conversazione avuta su Spoon River e sulle canzoni dell'album. De André accetta con simpatia il "raggiro".
In questo caso, come ha raccontato Roberto Dané, l'idea del disco è di Sergio Bardotti, che infatti lo segue insieme allo stesso Dané in qualità di produttore. Gian Piero Reverberi ha raccontato che in questo caso il progetto era nato per Michele, sulla scia di Senza orario senza bandiera, quindi con i testi elaborati da De André e le musiche di Reverberi; ma il progetto viene poi dirottato su De André stesso e quindi Reverberi (anche per alcuni suoi contrasti con Roberto Dané) non viene più coinvolto e le musiche e gli arrangiamenti sono affidati a Nicola Piovani.
Il coautore dei testi, Bentivoglio, presenta con dei testi scritti da lui, giudicati interessanti e che, dopo una prima collaborazione in Tutti morimmo a stento (in cui scrisse con De André il testo di La ballata degli impiccati, canzone liberamente ispirata all'omonima poesia di Villon), lo portano all'affiancamento a De André per i testi in questo LP e nel successivo.
Nel 1972 la Produttori Associati, senza consultare minimamente l'artista, lo iscrive al Festivalbar con il brano Un chimico (pubblicato su 45 giri): De André apprende la notizia dai giornali e convoca una conferenza stampa in cui dichiara che «La casa discografica mi ha trattato come un ortaggio». Dopo l'intervento del patron della manifestazione, Vittorio Salvetti, si raggiunge un compromesso: la canzone viene inserita nei juke-box, come vuole il regolamento, ma il cantautore non si esibirà durante la finale di Verona nemmeno in caso di vittoria (l'edizione vede vincitrice Mia Martini con Piccolo uomo).
Nel 2005 il cantante Morgan ha pubblicato Non al denaro non all'amore né al cielo, un riadattamento dell'album con nuovi arrangiamenti e alcuni intervalli musicali.
Nell'autunno dello stesso anno De André pubblica un singolo con due canzoni tradotte di Leonard Cohen, Suzanne/Giovanna d'Arco (brani che verranno poi inseriti con un arrangiamento diverso nell'album Canzoni del 1974).
L'album successivo è, nel 1973, Storia di un impiegato, un concept album in cui Giuseppe Bentivoglio, autore dei testi insieme a De André, racconta la vicenda di un impiegato durante il maggio del '68; il disco, a sfondo fortemente politico e che viene attaccato dalla stampa musicale militante e vicina al movimento studentesco viene recensito, ad esempio, da Simone Dessì (pseudonimo di Luigi Manconi), allora membro di Lotta Continua:
(Simone Dessì)

Fra le critiche più accese quella di Riccardo Bertoncelli, che definisce l'opera come un disco «verboso, alla fine datato» e quella di Enrico Deregibus anch'essa sostanzialmente negativa: 
(Enrico Deregibus)

Un'altra recensione negativa è quella di Fiorella Gentile, apparsa su Ciao 2001: 
(Fiorella Gentile)

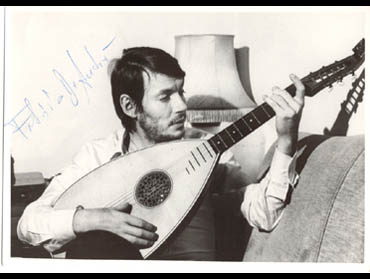
De André ha spesso usato sonorità di strumenti mediterranei e medievali, come si vede in questa foto autografata del 1975

Le osservazioni di Gentile, del resto, trovano una conferma indiretta nel fatto che il giovane autore delle musiche (con De André), Nicola Piovani, componeva già all'epoca colonne sonore, e negli anni successivi è diventato uno dei maggiori autori italiani di musiche da film, fino a ottenere anche il Premio Oscar nel 1999, per il film La vita è bella di Roberto Benigni.
Anche il pubblico accoglie l'album in maniera negativa.
Proprio in occasione della pubblicazione del disco, Giorgio Gaber polemizza con De André, affermando che quest'ultimo usi "un linguaggio da liceale che si è fermato a Dante, che fa dei bei termini, ma non si riesce a capire se sia liberale o extraparlamentare"; De André risponderà a Gaber in occasione di un'intervista alla Domenica del Corriere del gennaio 1974 ("Mi spiace che lui, che si dichiara comunista, sia andato a raccontare queste cose al primo giornalista che ha incontrato. Poteva telefonarmi, farmi le sue osservazioni: ne avremmo discusso, ci saremmo confrontati. Così, invece, ha svilito ancora di più un mondo già tanto criticato").
Delle canzoni del disco, solo Verranno a chiederti del nostro amore rimane nel repertorio dell'autore dal vivo negli anni a seguire. Gli altri brani vengono eseguiti in concerto solo per qualche anno, ne è un esempio la Canzone del maggio inserita nella scaletta del primo tour del 1975 o ancora La bomba in testa, Al ballo mascherato, Canzone del padre, Il bombarolo e Nella mia ora di libertà che sono riproposti solo in alcune date del tour del 1976.
Il valore musicale del disco verrà riconosciuto compiutamente, da gran parte della critica, solo negli anni '90. Talvolta verrà perfino indicato come il miglior album di De André.

### La crisi e le prime esibizioni dal vivo
La pubblicazione di Storia di un impiegato coincide con un periodo di crisi professionale e anche personale (nello stesso anno termina definitivamente il matrimonio con Puny e il cantautore comincia una relazione con una ragazza, Roberta, che si concluderà due anni dopo e per la quale scriverà la canzone Giugno '73). La pubblicazione di un nuovo disco di ri-incisioni a opera di Reverberi di vecchie canzoni incise inizialmente per la Karim (con 2 nuove traduzioni dal repertorio di Brassens, le due canzoni di Cohen pubblicate nel 1972 e una traduzione di Bob Dylan opera di De Gregori ai tempi del Folkstudio cofirmata da De André), intitolato Canzoni, darà inizio alla collaborazione con Francesco De Gregori.
Proprio durante le registrazioni di questo disco, nello studio a fianco sta registrando il suo nuovo disco da solista Dori Ghezzi (in una pausa della sua collaborazione con Wess): è l'inizio di una nuova e duratura relazione (artefice del primo incontro sarà un comune amico, Cristiano Malgioglio), che sfocia nel matrimonio tra i due il 7 dicembre 1989, dopo quindici anni di convivenza.
Sono anche gli anni in cui De André fa le sue prime esperienze di spettacoli dal vivo: lavoratore instancabile e al limite del perfezionismo in studio di registrazione, il cantautore invece non riesce a trovare il coraggio e a vincere la timidezza per esibirsi in pubblico, verso il quale aveva più volte dichiarato di essere "allergico" e di patirne un "timore oscuro".
Fu l'impresario teatrale Sergio Bernardini a riuscire a portare Faber a esibirsi per la prima volta dal vivo, davanti al pubblico della Bussola. Bernardini, nel 1974, gli aveva fatto continue proposte, fino ad arrivare all'offerta di 60 000 000 di lire, davvero principesca per l'epoca. Dopo continui rifiuti, nel gennaio 1975 è lo stesso De André a contattare Bernardini, proponendogli un "pacchetto" di 100 serate alla cifra complessiva di 300 milioni di lire che, con sorpresa del proponente, venne accettata. La prima esibizione dal vivo avvenne alla Bussola di Marina di Pietrasanta, il 16 marzo 1975, per poi dare inizio ad un tour con due componenti dei New Trolls, con i quali aveva già collaborato nel 1968 per i testi del loro disco Senza orario senza bandiera (Belleno e D'Adamo), e due dei Nuova Idea (Belloni e Usai). Nella parte di tour svoltasi nel 1976, ai quattro si aggiunge anche Alberto Mompellio al violino e alle tastiere..
De André mette dunque da parte le sue paure da palcoscenico, paure che supererà solo con gli anni, suonando e cantando sempre nella penombra e con molto whisky in corpo (la sua timidezza fu tra le cause che gli provocarono la seria dipendenza da alcol di cui soffrì a lungo).

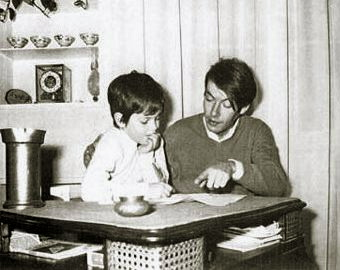
De André con il primogenito Cristiano

Gli ambienti dell'Autonomia e della Sinistra extraparlamentare, che già avevano attaccato il cantautore per Storia di un impiegato lo contestano anche per le esibizioni dal vivo: ed ecco come viene descritto De André nel volume Libro bianco sul pop in Italia. Cronaca di una colonizzazione musicale in un paese mediterraneo, pubblicato da Arcana Editore (casa editrice vicina alla controcultura) nel 1976: 
De André non è però dissuaso da queste contestazioni (come per un breve periodo capita a De Gregori, che medita di abbandonare la carriera), scendendo talvolta dal palco per discutere con gli stessi Autonomi, mentre parte del pubblico spesso si divide, come durante il concerto a Roma del 23 gennaio 1979 al Palaeur. Il rapporto degli extraparlamentari con l'anarchico De André non sarà mai facile, anche se ambivalente: già nel 1978, De André racconta nella canzone Coda di lupo (dall'album Rimini), proprio un episodio del movimento dell'Autonomia Operaia, quando nel 1977 gli autonomi e gli indiani metropolitani contestarono Luciano Lama a Roma; i fatti sono narrati dal punto di vista di uno dei contestatori.
Nel 1975, poco dopo la vittoria dei no al referendum sul divorzio, tiene un concerto in una manifestazione del Partito Radicale a Piazza Navona (Roma), prima del comizio del leader Marco Pannella.

### De André all'attenzione dei servizi segreti
È in questo periodo (per circa 10 anni, dal 1969 al 1979) che De André viene sottoposto a una serie di controlli da parte delle forze di polizia e dai servizi segreti italiani. In base a quanto ricostruito quando questa informazione è stata resa nota negli anni novanta, Dori Ghezzi avrebbe affermato di essere venuta a conoscenza del fatto quando vennero ritrovati in una via romana alcuni archivi dei servizi segreti, probabile riferimento all'archivio dell'Ufficio Affari Riservati del Ministero dell'Interno, ritrovato nel 1996 durante un'inchiesta del giudice milanese Guido Salvini, in un deposito sulla via Appia. Inizialmente i controlli sarebbero stati effettuati dopo che un suo conoscente, simpatizzante del marxismo-leninismo, era stato indagato durante le prime inchieste sulla strage di piazza Fontana (allora ritenuta dagli inquirenti di matrice rossa o anarchica).
Negli anni successivi, pur non individuando prove di una sua partecipazione attiva a gruppi politici, extraparlamentari o meno, De André viene ritenuto dal SISDE un "simpatizzante delle BR", mentre l'acquisto, insieme alla moglie Dori Ghezzi, di un appezzamento di terreno a Tempio Pausania, viene considerato un tentativo di creare un rifugio per appartenenti ai movimenti extraparlamentari di sinistra.
A rafforzare queste ipotesi, dal punto di vista degli investigatori, vi erano il fatto che a Genova De André avesse contatti con persone appartenenti ai gruppi anarchici e filo-cinesi.
In realtà, l'attività politica di De André era limitata solo a sostenere economicamente, con l'abbonamento, e a finanziare talvolta, con donazioni, il periodico A/Rivista Anarchica, fondata nel 1971, mentre nell'album Storia di un impiegato (1973) si trovano accuse al terrorismo, ritenuto dal cantautore completamente dannoso perché tendente a fortificare il potere e non ad abbatterlo.

### Collaborazioni e sperimentazioni negli anni Settanta

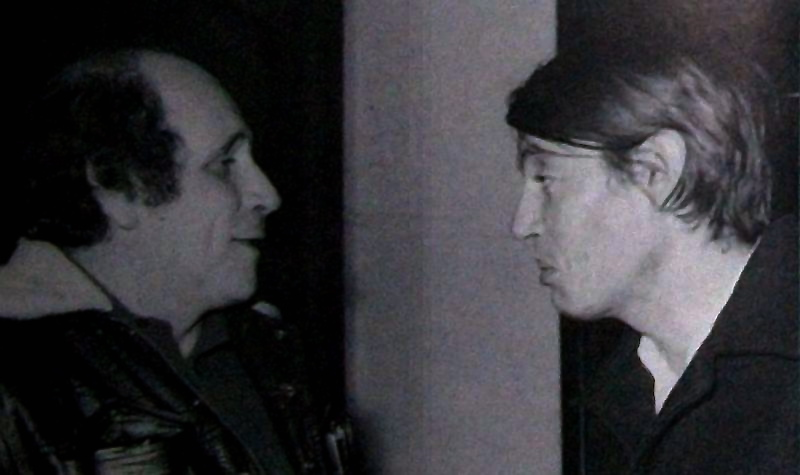
Fabrizio De André al Club Tenco con l'amico Léo Ferré nel 1975

A partire dal 1974, De André comincia nuove collaborazioni con altri musicisti e cantautori e a esplorare la produzione musicale degli autori americani, accanto a quelli francesi. Negli anni settanta De André traduce infatti canzoni di Bob Dylan (Romance in Durango e Desolation Row), Leonard Cohen (It Seems So Long Ago, Nancy, Joan of Arc, Famous Blue Raincoat per Ornella Vanoni e Suzanne) e, nuovamente, Georges Brassens. Tale lavoro porterà all'uscita dell'album Canzoni del 1974.
Nel 1975 collabora con il giovane Francesco De Gregori nella scrittura della maggior parte dei brani dell'album Vol. 8, non privo di sperimentazione, in cui sono affrontate tematiche esistenziali quali il disagio verso il mondo borghese (Canzone per l'estate e l'autobiografica Amico fragile, in cui è affrontato il tema della difficoltà di comunicazione, una delle canzoni predilette dal cantautore e di cui è per l'ultima volta autore unico di musica e testo). Anche questo disco riscuote diverse critiche negative, come quella di Lello D'Argenzio, che sostiene che De André si sia adattato allo stile del collega De Gregori (presente soprattutto negli arrangiamenti musicali e in alcuni testi assai ricchi di metafore complesse, come Oceano e Dolce Luna), anche nel modo di cantare, anziché il contrario.
Rimini (1978) segna l'inizio della lunga collaborazione con il quasi esordiente cantautore veronese Massimo Bubola. Quest'album fa intravedere un De André esploratore di una musicalità più distesa, spesso di ispirazione ancora più marcatamente americana. I brani trattano l'attualità e la politica (il naufragio di una nave a Genova di Parlando del Naufragio della London Valour, le contestazioni studentesche in Coda di Lupo) così come tematiche sociali (l'aborto in Rimini e l'omosessualità in Andrea) ed esistenziali (Sally, contenente riferimenti letterari a Gabriel García Márquez e Alejandro Jodorowsky). Nell'album sono presenti anche le prime sperimentazioni dei suoni della musica etnica, con la filastrocca Volta la carta e con Zirichiltaggia, quest'ultima cantata interamente in gallurese. Andrea, a sfondo antimilitarista, è uno dei brani più popolari dell'intera produzione di De André, e il suo coautore, Bubola, continua a proporlo dal vivo durante i suoi concerti. In più di un'occasione l'artista genovese – ad esempio nel 1992, al teatro Smeraldo di Milano – ha eseguito il brano a luci accese, proprio a simboleggiare come l'omosessualità non debba essere motivo di vergogna. Il brano eponimo del disco, Rimini, è ispirato alle atmosfere de I Vitelloni di Federico Fellini, uno dei capolavori del celeberrimo regista, ma presenta anche alcune digressioni storiche e politiche.
Nel 1978 la Premiata Forneria Marconi idea e realizza nuovi arrangiamenti di alcuni dei brani più significativi del cantautore genovese, proponendo a De André, inizialmente restìo ad accettare, un tour insieme, che parte il 21 dicembre 1978 da Forlì e continua per tutto il mese di gennaio 1979. L'operazione si rivela positiva, tanto che il tour origina due album live (i primi album live del cantautore), tra il 1979 e il 1980, che conoscono entrambi un ottimo successo di vendite, anche se il secondo non riesce a bissare i risultati del primo. Alcuni degli arrangiamenti realizzati dalla PFM saranno poi utilizzati dal cantautore fino alla fine della sua carriera, come nei casi di Bocca di Rosa, La canzone di Marinella, Amico fragile, Il pescatore. Nei casi di Volta la carta o Zirichiltaggia dei tour Anime Salve e M'innamoravo di tutto (gli ultimi due tour prima dell'ultimo in assoluto, interrotto) De André torna agli arrangiamenti dell'album in studio.

### Il rapimento
Nella seconda metà degli anni settanta, in previsione della nascita della figlia Luisa Vittoria De André (detta Luvi) si stabilisce nella tenuta sarda dell'Agnata, a due passi da Tempio Pausania, insieme a Dori Ghezzi.
La sera del 27 agosto 1979, la coppia è rapita dall'anonima sequestri sarda e tenuta prigioniera alle pendici del Monte Lerno presso Pattada, per essere liberata dopo quattro mesi (Dori fu liberata il 21 dicembre alle undici di sera, Fabrizio il 22 alle due di notte, tre ore dopo), dietro il versamento del riscatto, di circa 550 milioni di lire, in buona parte pagato dal padre Giuseppe.
Prima, durante e dopo il sequestro, alcuni giornali fanno uscire illazioni e falsità, talune che legano il rapimento perfino alle Brigate Rosse, a motivi personali (come un allontanamento volontario, causa mancanza di notizie e testimoni nei primi tempi), a uno sfondo politico. Proprio l'anno del sequestro, comunque, termina la citata sorveglianza dei servizi segreti ai danni di De André.
Intervistato all'indomani della liberazione (il 23 dicembre in casa del fratello Mauro) da uno stuolo di giornalisti, De André traccia un racconto pacato dell'esperienza (« [...] ci consentivano, a volte, di rimanere a lungo slegati e senza bende») ed ha parole di pietà per i suoi carcerieri («Noi ne siamo venuti fuori, mentre loro non potranno farlo mai»).
Pochi mesi dopo De André cede al settimanale Gente i diritti per la pubblicazione del memoriale del sequestro, pubblicato in cinque puntate a partire dal numero dell'8 febbraio 1980 e nei numeri successivi.
L'esperienza del sequestro si aggiunge al già consolidato contatto con la realtà e con la vita della gente sarda, e diventa ispirazione per la realizzazione di diverse canzoni, scritte ancora con Bubola e raccolte in un album senza titolo, pubblicato nel 1981, comunemente conosciuto come L'indiano dall'immagine di copertina che raffigura un nativo americano. Il filo che lega i vari brani è il parallelismo tra il popolo dei pellerossa e quello sardo. Oltre alla narrazione di questi due popoli sono presenti anche spunti all'attualità del periodo (Se ti tagliassero a pezzetti - un inno alla libertà personificata, il cui verso "signora libertà signorina fantasia" spesso venne modificato dal vivo in "signora libertà signorina anarchia" - contiene un'allusione alla strage di Bologna del 1980).
Sottili, ma non velate, sono le allusioni all'esperienza del sequestro: dalla stessa ripresa della locuzione "Hotel Supramonte" (nome in codice usato dai banditi, anche se in effetti non si trovavano sul Supramonte), alla descrizione degli improvvisati banditi (presente in Franziska) ai quali, comunque, non intende negare note di un certo romanticismo e una connotazione di proletariato periferico che meritava attenzione, coerentemente con le sue tematiche privilegiate. Al processo, De André conferma il perdono per i suoi carcerieri (circa dieci), ma non per i mandanti perché persone economicamente agiate. Il cantautore e suo padre non si costituiscono nemmeno parte civile contro gli autori materiali del sequestro, ma solo, in primo grado, contro i soli capi della banda, tra cui erano un veterinario toscano e un assessore comunale sardo del PCI (che durante il sequestro a volte discuteva di politica con De André stesso), che però, avranno paradossalmente pene molto più basse di quelle degli esecutori grazie alla legge sulla "collaborazione di giustizia". Nel 1991 De André è anche tra i firmatari della domanda di grazia rivolta al Presidente della Repubblica, nei confronti di uno dei sequestratori, un pastore sardo condannato a 25 anni di prigione.

### DaCreuza de mäadAnime salve: anni Ottanta - Novanta

De André in concerto nel 1980

Nel 1980 De André incide il 45 giri Una storia sbagliata/Titti, i cui brani (editi per la prima volta in CD solo nel 2005) sono entrambi scritti con Bubola. Fabrizio ricorderà in un'intervista a proposito di Una storia sbagliata:
Nel 1982 fonda una propria etichetta discografica (appoggiandosi alla Dischi Ricordi per la distribuzione): la Fado (Il nome deriva dalle iniziali del suo nome e da quelle di Dori Ghezzi), con cui pubblicherà dischi di Massimo Bubola, dei Tempi Duri (la band del figlio Cristiano) e della stessa Ghezzi.

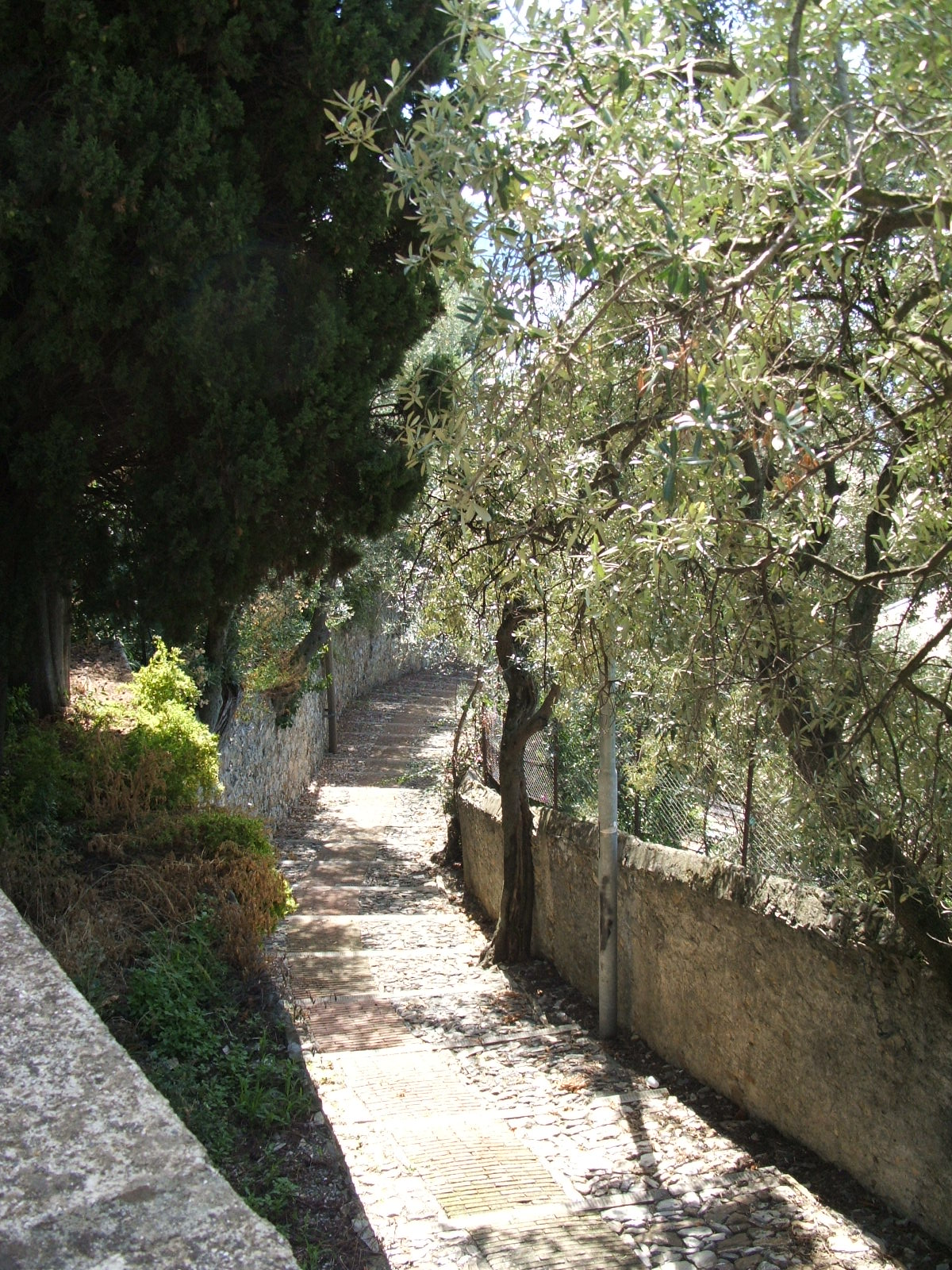
Sant'Ilario (quartiere sulle alture di Genova): una crêuza.

Nel 1984 esce Creuza de mä, disco dedicato alla realtà mediterranea e per questo cantato interamente in lingua genovese, con l'importante collaborazione di Mauro Pagani, curatore delle musiche e degli arrangiamenti. Questo disco segna uno spartiacque nella carriera del cantautore: dopo questo album, Fabrizio esprime la volontà di concentrarsi maggiormente sul genovese e su altri idiomi locali. A partire da Creuza de mä, De André si concentra in particolar modo sulle minoranze linguistiche (tema che aveva già iniziato ad affrontare con stesura di Zirichiltaggia, sei anni prima): l'album è considerato di fatto una pietra angolare dell'allora nascente world music, nonché un caposaldo della musica etnica tutta, ed è anche l'album che libera De André dalle impostazioni vocali ereditate dalla tradizione degli chansonniers francesi, che gli garantisce la libertà di espressione tonale al di fuori di quei dettami stilistici che aveva assorbito da Brassens e da Brel.
Nel 2004, ventennale dell'uscita di Creuza de mä, Mauro Pagani decide di rendere un sincero tributo all'amico scomparso cinque anni prima, reincidendo e cantando egli stesso l'album. Alle sette canzoni originarie del disco, Pagani aggiunge Mégu Megún, un brano composto insieme a Fabrizio e inserito nell'album Le Nuvole e due pezzi inediti, Quantas Sabedes, che non è inserita in Creuza de mä perché "bruciata" dopo l'inserimento nella colonna sonora di un film ("ammenda fatta", commenta Pagani nei crediti dell'album del 2004), e Nuette, tratto da un frammento di lirica greca, all'epoca mai sviluppato nella sua interezza da De André.
Nel 1985 scrive insieme a Roberto Ferri il testo di Faccia di cane per i New Trolls, con cui partecipa come autore al Festival di Sanremo 1985, preferendo però non apparire ufficialmente come autore. Lo stesso anno muore il padre Giuseppe e De André smette di bere alcolici – ma non di fumare – per una promessa fattagli poco prima.
Nel 1988 collabora con Ivano Fossati, cantando nella canzone Questi posti davanti al mare (contenuta nell'album La pianta del tè) insieme a Francesco De Gregori e allo stesso Fossati.

Il matrimonio di Dori Ghezzi e Fabrizio De André a Tempio Pausania il 7 dicembre 1989

Nel 1989 sposa Dori Ghezzi a Tempio Pausania, con Beppe Grillo come testimone di nozze (De André ricambierà facendo da testimone al matrimonio di Grillo con Parvin Tadjk).
Comincia poi la lavorazione del suo album successivo, che viene pubblicato all'inizio del 1990: Le nuvole, titolo che (come nella omonima commedia di Aristofane) allude ai potenti che oscurano il sole. Il disco vede nuovamente la collaborazione di Mauro Pagani per la scrittura delle musiche e di Ivano Fossati come coautore di due testi in genovese, Mégu Megún e 'Â çímma, oltre che di Massimo Bubola per il testo di Don Raffaè (canzone eseguita anche con Roberto Murolo al concerto del 1º maggio 1992) e Francesco Baccini per quello di Ottocento. Con questo album De André torna in parte al suo stile musicale più tipico, affiancandolo alle canzoni in dialetto e all'ispirazione etnica (Monti di Mola, scritta in gallurese, e La nova gelosia in napoletano, così come Don Raffaè). Torna anche la critica graffiante all'attualità e alla politica, in particolare ne La domenica delle salme e nello stesso Don Raffaè. L'album è anche una sorta di sfida culturale solitaria al mondo moderno, che l'artista può lanciare in quanto uomo libero; emblematica è quindi la citazione del pirata Samuel Bellamy posta a epigrafe del disco, nella quarta di copertina.
Fossati sarà inoltre presente nella realizzazione del concept album Anime salve, pubblicato nel 1996, duettando con De André nel brano omonimo. Incentrato sul tema della solitudine, è anche l'ultimo album in studio del cantautore e viene considerato uno dei suoi capolavori, al pari dei suoi dischi più celebrati del passato, nonché come il testamento musicale ed etico di De André. Luigi Manconi, che aveva criticato Storia di un impiegato, ha scritto che considera Anime salve, assieme ai primi album degli anni '60, come l'opera forse migliore di De André.
Il disco rappresenta un viaggio ideale nella solitudine e nell'emarginazione, sia quella dei generici "ultimi", sia quella dei rom, del marinaio, della transessuale e dell'artista stesso; allo stesso tempo rappresenta un attacco alle "maggioranze" che opprimono le minoranze (Smisurata preghiera), al razzismo e all'indifferenza della società di fine millennio. Presente è anche l'ormai consueta sonorità etnica (A cumba, in lingua ligure, Disamistade, ma anche Prinçesa e Dolcenera, quest'ultima tra le canzoni più amate e conosciute dal pubblico, tra quelle dell'ultimo periodo).

De André con Francesco Guccini nel 1991 al Club Tenco

Fra il 1990 e il 1996 collabora con vari autori, sia come autore sia come co-interprete, nei rispettivi album: tra essi ricordiamo Francesco Baccini (Genoa Blues, un brano per Genova dedicato sia alla città sia alla squadra del cuore dei due artisti, il Genoa, del quale De André fu accanito tifoso), i Tazenda (Etta Abba Chelu), Mauro Pagani, Max Manfredi (La Fiera della Maddalena), Teresa De Sio (Un libero cercare), Ricky Gianco (Navigare), i New Trolls (la citata Faccia di Cane), Carlo Facchini dei Tempi Duri e il figlio Cristiano De André (Cose che dimentico). Da segnalare la collaborazione con "Li Troubaires de Coumboscuro" nell'album A toun souléi, dove De André partecipa all'incisione del brano in provenzale antico Mis amour, duettando insieme a Clara Arneodo, la cantante solista del gruppo, con accompagnamento del chitarrista Franco Mussida. Nel 1996 De André collabora con Alessandro Gennari alla scrittura del romanzo Un destino ridicolo, dal quale dodici anni dopo Daniele Costantini ha tratto il film Amore che vieni, amore che vai.
Il 26 luglio 1997 Fernanda Pivano, tra l'altro scrittrice e traduttrice dell'Antologia di Spoon River, consegna a Fabrizio De André il Premio Lunezia per il valore letterario del testo di Smisurata preghiera e mette in imbarazzo il cantante presentandolo come "il più grande poeta in assoluto degli ultimi cinquant'anni in Italia", "quel dolce menestrello che per primo ci ha fatto le sue proposte di pacifismo, di non violenza, di anticonformismo" e aggiungendo che "sempre di più sarebbe necessario che, invece di dire che Fabrizio è il Bob Dylan italiano, si dicesse che Bob Dylan è il Fabrizio americano".
Sempre nel 1997 esce Mi innamoravo di tutto, una raccolta di live e studio in cui duetta con Mina ne La canzone di Marinella, e che sarà l'ultima pubblicazione della sua vita: la copertina è una delle più celebri e riprodotte immagini artistiche di De André, una foto scattata dalla moglie Dori Ghezzi raffigurante il cantautore con la sigaretta in mano, ripreso quasi dall'alto. Al disco segue l'omonima tournée teatrale, in quarantatré date tra il 2 novembre 1997 e il 26 febbraio 1998; da due dei tre concerti che il cantautore tenne al Teatro Brancaccio di Roma il 12, 13 e 14 febbraio 1998 verranno tratti i due album dal vivo postumi De André in concerto (1999) e Fabrizio De André in concerto volume II (2001). De André volle anche che i concerti di Roma fossero filmati e trasmessi dalla Rai – nonché pubblicati in VHS in seguito – affinché, a detta sua, la televisione pubblica la smettesse di mandare in onda sempre e solo un suo concerto registrato il 29 agosto 1981 allo stadio "Miro Luperi" di Sarzana.

### Malattia e morte

Funerali di Fabrizio De André alla basilica dell'Assunta in Carignano il 13 gennaio 1999.

Il segmento estivo del tour legato a Mi innamoravo di tutto debuttò a Palinuro il 16 luglio 1998 ma si interruppe dopo quattordici date, l'ultima delle quali a Roccella Ionica, il 13 agosto. Durante le prove del concerto in programma a Saint-Vincent il 24 agosto, infatti, De André apparve scoordinato e a disagio: non riusciva a sedersi né a imbracciare la chitarra come avrebbe voluto e lamentava forti dolori al torace e alla schiena; alla fine gettò via la chitarra e annullò la serata; i biglietti furono rimborsati. Qualche giorno dopo, ad Aosta, il cantautore si sottopose a esami medici che rilevarono un carcinoma polmonare, diagnosi che lo indusse immediatamente a cancellare il resto della tournée e, di lì a poco, a sospendere definitivamente i concerti dal vivo.
Nonostante la malattia, De André continuò a lavorare con il poeta e cantante Oliviero Malaspina al disco Notturni, che però non vide mai la luce. Con lo stesso Malaspina, che aveva aperto alcuni concerti dell'ultimo tour e collaborato anche col figlio Cristiano, aveva in progetto di scrivere anche un libro intitolato Dizionario dell'ingiuria e alcuni racconti.
Il cantautore fu ricoverato in ospedale verso la fine di novembre del 1998 – con la malattia ormai in uno stato avanzato – e ne venne dimesso solo il giorno di Natale, per poter trascorrere le Feste a casa insieme alla famiglia e quando ormai i medici disperavano di salvarlo. Morì alle 2:30 dell'11 gennaio 1999 all'Istituto Nazionale dei Tumori di Milano, a poco più di un mese dal suo cinquantanovesimo compleanno.
I funerali furono officiati nella Basilica di Santa Maria Assunta in Carignano a Genova il 13 gennaio, celebrante don Antonio Balletto, amico di lunga data del cantautore: vi partecipò una folla di oltre diecimila persone tra semplici estimatori, amici ed esponenti del mondo dello spettacolo, della politica e della cultura.
(Paolo Villaggio - La storia siamo noi - 4 gennaio 2007)

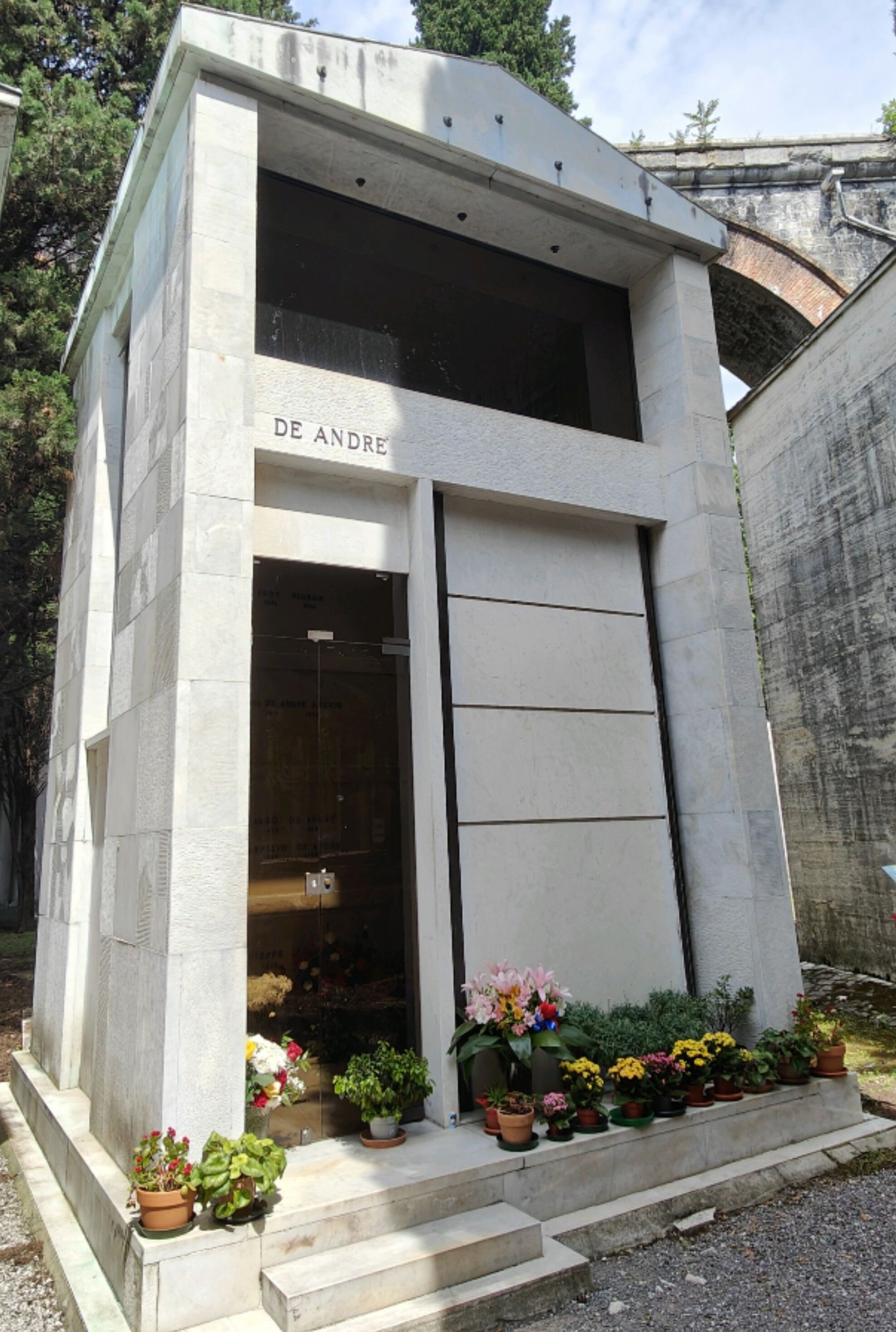
La cappella della famiglia a Staglieno.

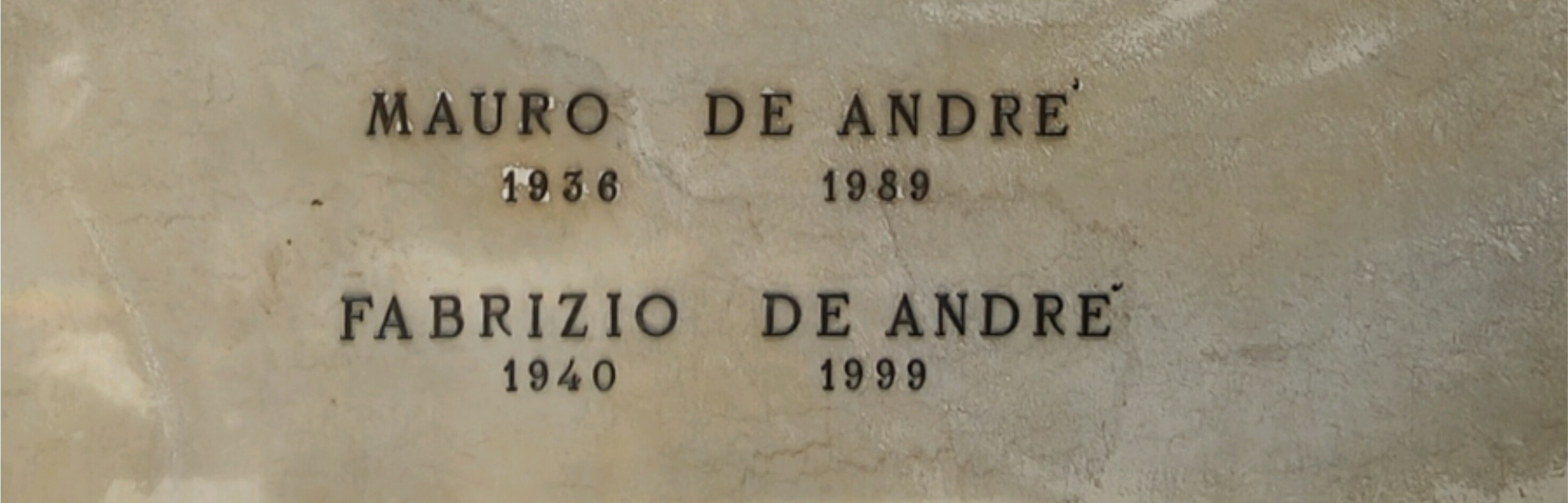
Le lapidi dei due fratelli De André

Nella sua bara furono messi un pacchetto di sigarette, una sciarpa del Genoa, alcuni biglietti, un naso da clown e un drappo blu. Dopo la cremazione, avvenuta il giorno dopo le esequie (testimone incaricato dalla famiglia fu l'amico Beppe Grillo), per espressa volontà di De André le ceneri vennero disperse nel Mar Ligure al largo di Genova.
Il suo nome figura comunque all'interno della tomba di famiglia al Cimitero di Staglieno nello stesso loculo del fratello Mauro, dove le ceneri furono inizialmente poste e l'urna custodita, fra quello della madre Luisa Amerio e quello del padre Giuseppe; sulla tomba furono posti anche alcuni sassi raccolti sulla spiaggia, una sigaretta e una conchiglia.

## Stile musicale
Fabrizio De André è citato fra i più importanti e poetici cantautori italiani. La sua canzone d'autore è musicalmente scarna nonché incentrata sulle melodie e sulla voce profonda. Sempre prediligendo il formato della ballata, De André ha proposto inizialmente un repertorio di canzoni che fanno prevalentemente leva sulla sola chitarra e pochi contrappunti. Col passare del tempo, ha sempre più preso le distanze dalla canzone d'autore francese di Georges Brassens, suo artista di riferimento, dando vita "a un certo nuovo modo di far poesia in canzone". Altri musicisti a cui si è ispirato sono Leonard Cohen, Bob Dylan e importanti figure letterarie quali Edgar Lee Masters, preso a modello per l'album Non al denaro non all'amore né al cielo (1971). I suoi testi anticonvenzionali parlano di temi quali l'arroganza del potere, la marginalità e il sesso non tralasciando elementi di cronaca e satira. Per la sua attitudine a cantare gli umili, i poveri, le vite di emarginati, ribelli, alcolizzati, tossicodipendenti, "diversi", suicidi e prostitute, e in generale coloro che vivono "in direzione ostinata e contraria" (verso della canzone Smisurata preghiera dall'album Anime salve del 1996 e titolo di una raccolta antologica), nonché per le sue idee anarchiche, De André è spesso ricordato come "il cantautore degli emarginati" o il "poeta degli sconfitti".
Livio Gatti Bottoglia ha scritto:
.

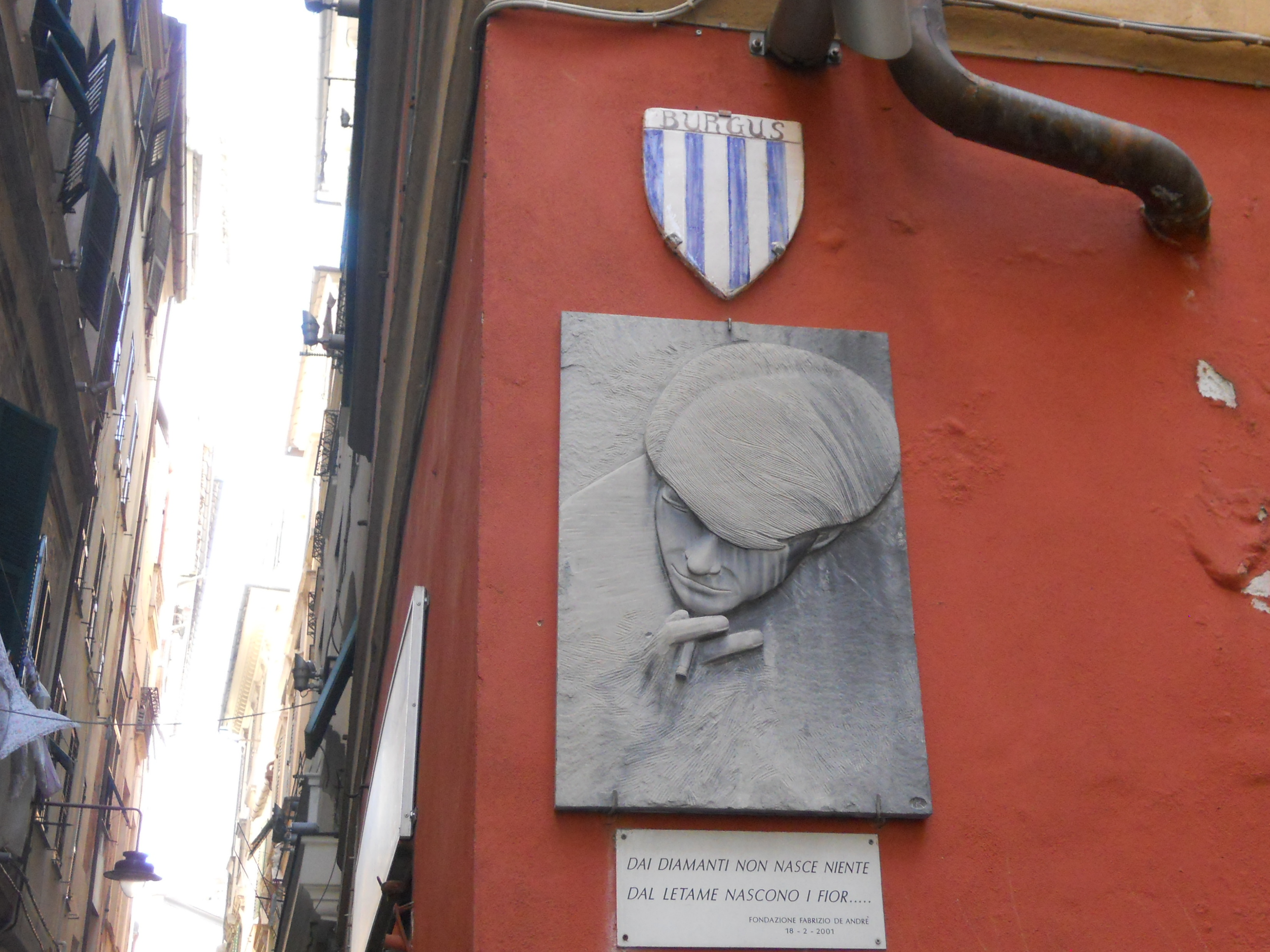
Targa intitolata a Fabrizio de André in Via del Campo a Genova, riproducente alcuni versi della canzone omonima e l'immagine di copertina dell'album Mi innamoravo di tutto

Secondo le parole di Massimo Cotto, il musicista sarebbe:
Al repertorio asciutto di Vol. 1º (1967) si contrappongono le sonorità orchestrali e drammatiche di Tutti morimmo a stento (1968) riprese anche nel già citato Non al denaro non all'amore né al cielo. Alla poeticità di La buona novella (1970) seguono Storia di un impiegato (1973), che risente degli stimoli pop e rock dell'epoca, Canzoni (1974), che segna una transizione verso "un suono più variopinto e articolato" rispetto ai dischi precedenti e Rimini (1978), debitore del folk rock americano. Molto diverso è Crêuza de mä (1984) che, ispirandosi alle culture etniche mediterranee, getta un ponte fra musica occidentale e orientale e fa un largo uso di strumenti etnici acustici.

## Influenza culturale
(Nicola Piovani)

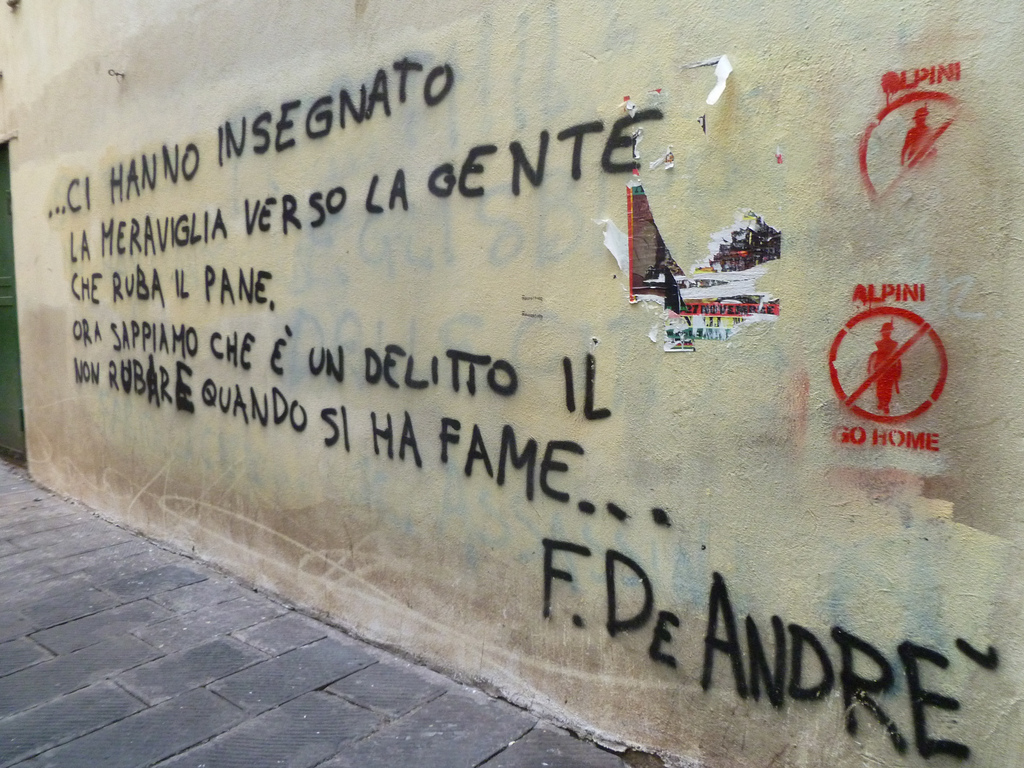
Scritta comparsa nei quartieri vecchi di Genova, che riporta alcuni versi della canzone Nella mia ora di libertà, da Storia di un impiegato (1973)

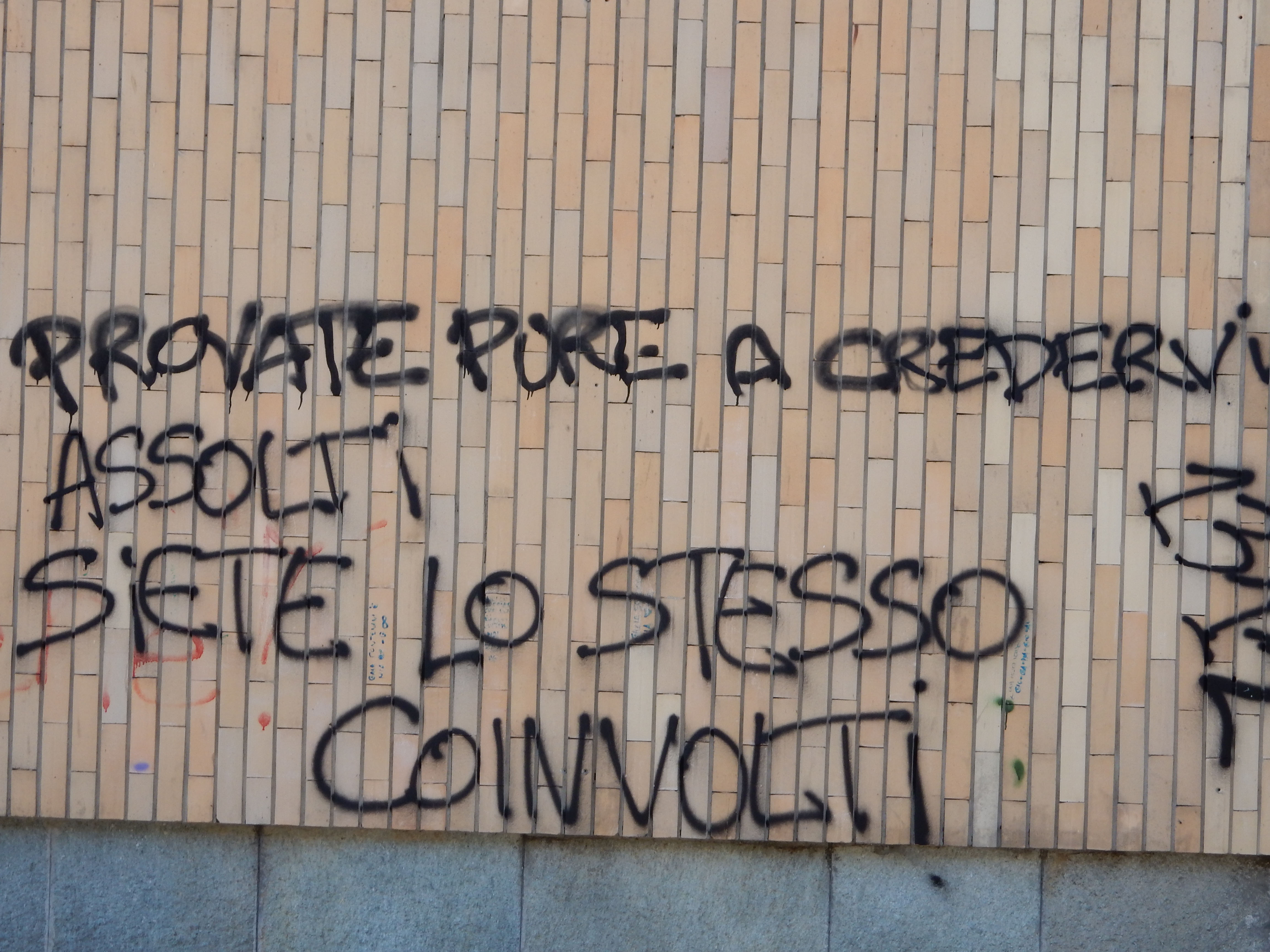
Versi finali della Canzone del maggio e Nella mia ora di libertà (da Storia di un impiegato) a Torino su un muro del quartiere Barriera di Milano

De André è tuttora molto presente nella memoria collettiva. La discografia di De André è meno ampia di quella di altri cantautori del suo tempo, e nonostante ciò risulta memorabile per varietà e intensità. Viene ora riassunta in postume ricostruzioni filologiche, curate dalla vedova e da esperti tecnici del suono che si sono riproposti l'obiettivo di mantenere, nei nuovi supporti, le sonorità dei vecchi LP. Sino a ora sono state realizzate due raccolte, entrambe in triplo CD, intitolate In direzione ostinata e contraria e In direzione ostinata e contraria 2.

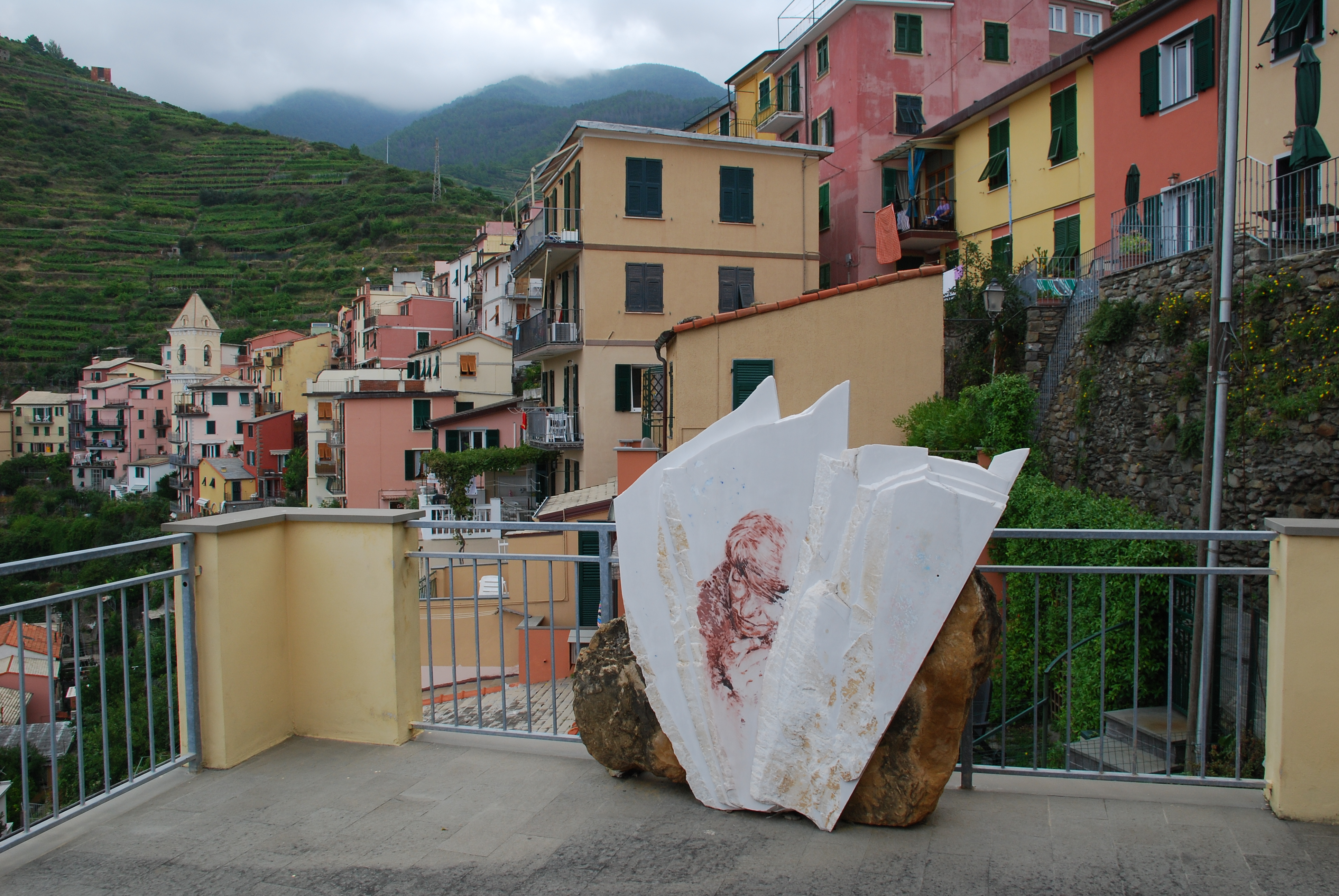
Monumento a De André situato a Manarola (Cinque Terre)

- Alcuni fra i maggiori cantanti e cantautori italiani, il 12 marzo del 2000, hanno ricordato l'artista genovese con un concerto celebrativo, al teatro Carlo Felice di Genova, interpretando i suoi maggiori successi. Di quel concerto è stato realizzato un doppio CD, dal titolo Faber, amico fragile, pubblicato nel 2003; in origine era previsto che le registrazioni rimanessero ai soli artisti partecipanti, solo in seguito si decise di trarne un album da vendere al pubblico. I proventi del concerto sono stati devoluti in beneficenza.
- La Premiata Forneria Marconi ha eseguito concerti nei quali reinterpreta le canzoni di De André, in cui si ricorda la proficua collaborazione tra il gruppo e il cantautore. Il negozio-museo Gianni Tassio, in via del Campo, all'epoca in cui vi era ancora un'attività commerciale

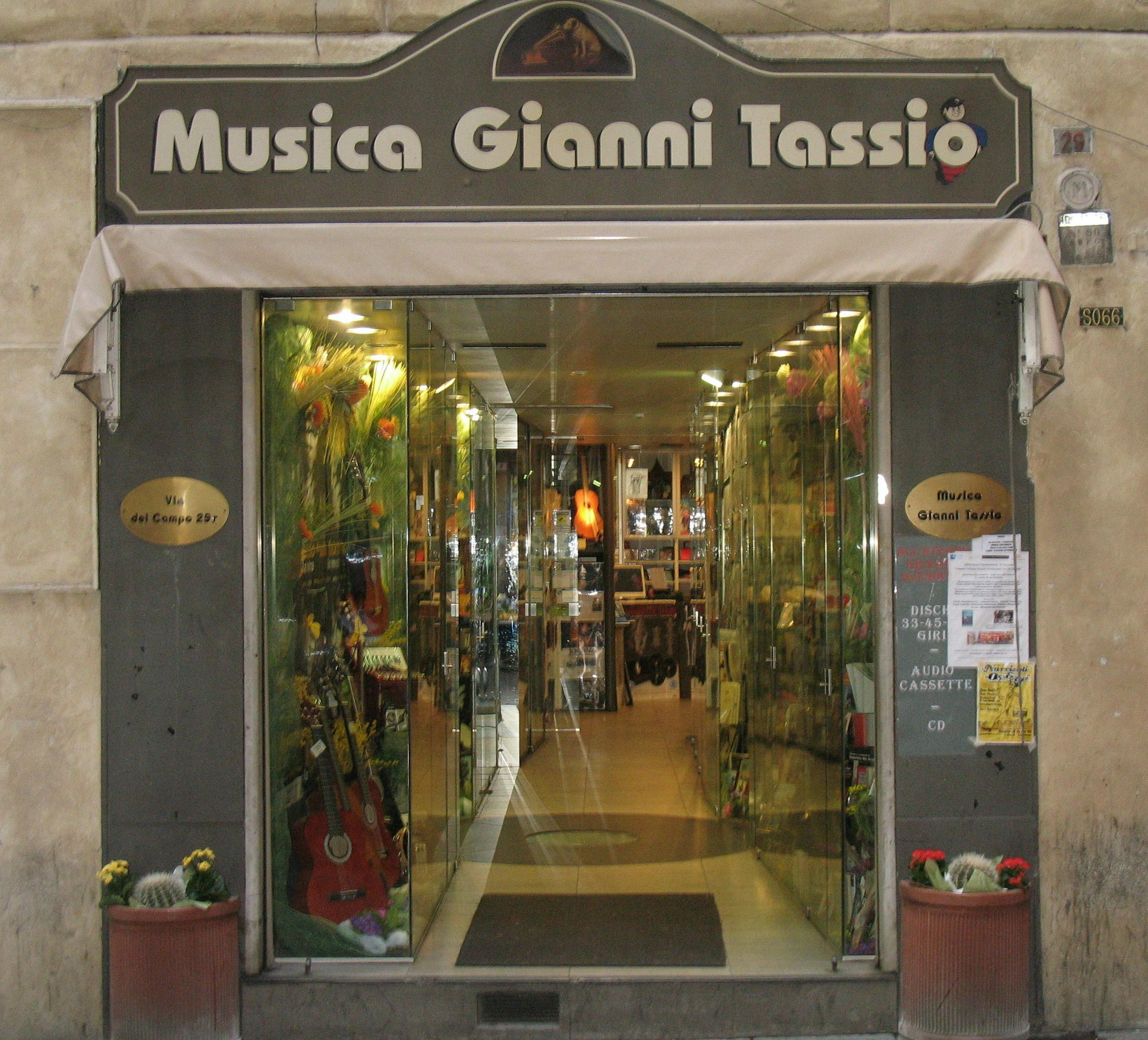
Il negozio-museo Gianni Tassio, in via del Campo, all'epoca in cui vi era ancora un'attività commerciale

- A Genova, in Via del Campo, nel negozio di dischi di Gianni Tassio, ora acquisito dal comune di Genova e trasformato in museo[165], è stata esposta la chitarra con la quale, probabilmente, De André ha studiato i testi delle canzoni di Crêuza de mä sulle musiche composte da Mauro Pagani. Lo strumento, la "Chitarra Estudio" n. 097 costruita dall'artigiano spagnolo Francisco Esteve nel 1983, venne messo all'asta in favore di Emergency dalla famiglia poco tempo dopo la sua morte e acquistato dai negozianti del capoluogo ligure per 168 500 000 lire[166]. Il ricavato venne utilizzato da Emergency per la costruzione di un reparto dell'ospedale di Goderich, località alla periferia di Freetown, capitale della Sierra Leone, struttura sanitaria moderna e unica in tutto il Paese, dove i pazienti vengono curati gratuitamente e dove un reparto si chiama, appunto, "Via del Campo".
- Sempre il negozio Musica Gianni Tassio, presso i luoghi dove il cantautore avrebbe voluto trascorrere i suoi ultimi anni, si è trasformato negli anni in una sorta di museo, e chi vi passa davanti può ascoltare le note delle sue canzoni; inoltre vi si trovano esposte in vetrina le copertine originali di tutti i suoi dischi. Nel febbraio 2011 il negozio fu chiuso ed il comune di Genova, proprietario del locale dal 2010, lo ha trasformato nel museo Via del Campo 29 rosso, aperto dal 2012 e dedicato a De André e agli altri cantautori genovesi.[167] Nella stessa Via del Campo è stata apposta una targa con due versi della canzone omonima.

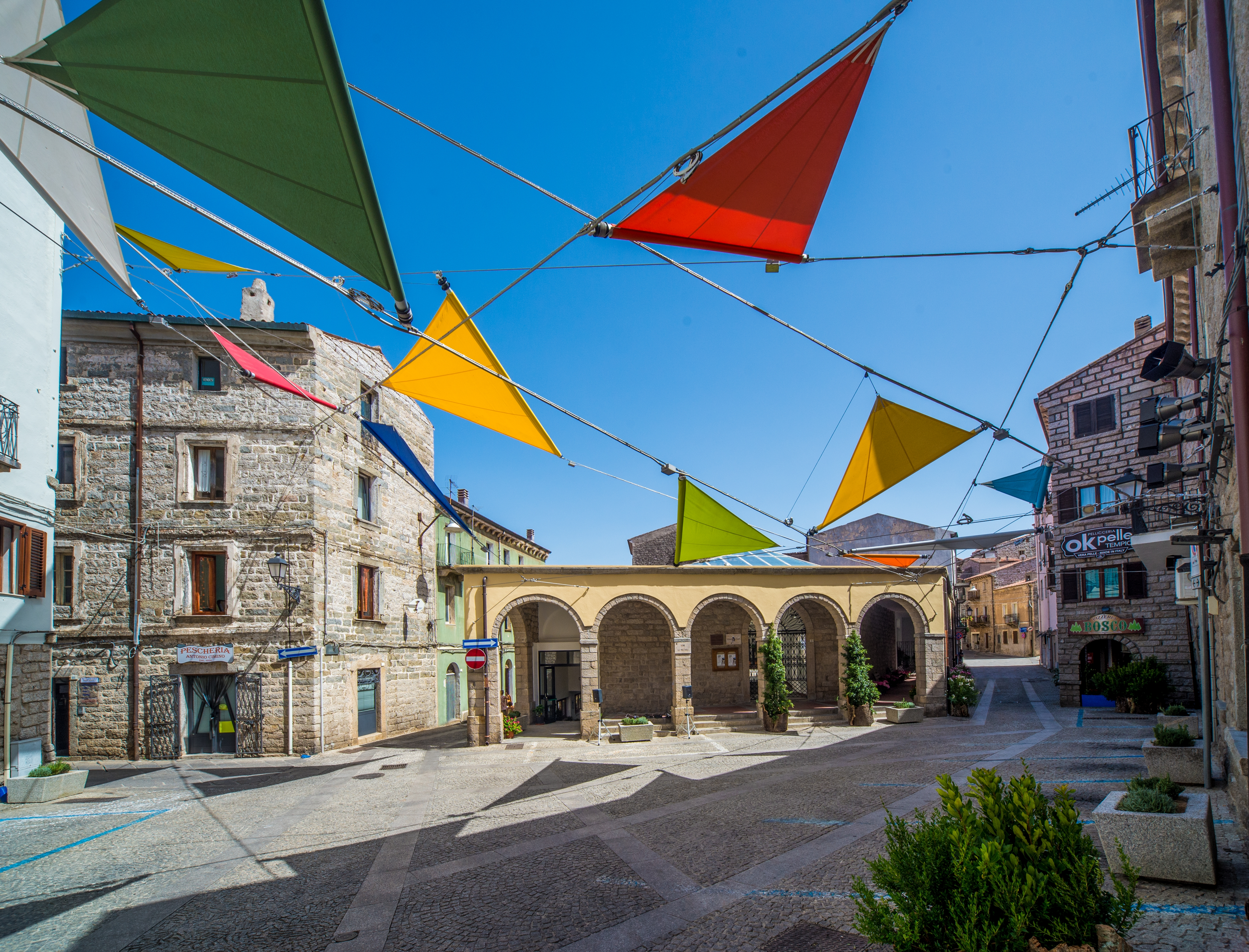
Piazza Fabrizio De Andrè - Tempio Pausania

- Su iniziativa della vedova Dori Ghezzi e di Fernanda Pivano è nata, nel 1999, la Fondazione Fabrizio De André Onlus, che si occupa di mantenere viva la memoria del cantautore. Molte sono le iniziative promosse, e moltissimi i gesti di stima e di amore che tutta Italia porge ogni anno alla memoria di Fabrizio.

### Omaggi
- Nel 1995, da un'idea di Adele Di Palma dell'anno prima, per festeggiare il decimo compleanno di Crêuza de mä, viene pubblicato l'album Canti randagi, in cui undici artisti appartenenti per lo più all'ambito della musica popolare hanno tradotto e interpretato nelle rispettive lingue regionali altrettanti brani di De André.
- Nel 1993 Anna Oxa incide "Bocca di rosa" nel suo album Cantautori.
- Nel 1994 Mia Martini incide Hotel Supramonte e Fiume Sand Creek per il suo album La musica che mi gira intorno.
- Nel 1999 Franco Battiato nel suo album Fleurs include, reinterpretandoli, i brani La canzone dell'amore perduto e Amore che vieni, amore che vai (quest'ultima interpretata dallo stesso Battiato anche durante il concerto Faber amico fragile, nel 2000).
- Nel 2000 si svolge il concerto commemorativo Faber, amico fragile, che ha luogo il 12 marzo al Teatro Carlo Felice di Genova con la partecipazione, tra i tanti, di Adriano Celentano, Ligabue, Fiorella Mannoia, Vasco Rossi, Roberto Vecchioni, Zucchero Fornaciari, e da cui viene successivamente tratto l'album Faber, amico fragile.
- Sempre nel 2000, Renato Zero interpreta La canzone di Marinella nella sua trasmissione televisiva Tutti gli zeri del mondo, incidendola anche per l'omonimo album Tutti gli Zeri del mondo.
- Nel 2001 Francesco De Gregori incide Canzone per l'estate nel suo album Amore nel pomeriggio, brano di cui è autore per la musica e parte del testo.
- Nel 2003 Ornella Vanoni incide Bocca di rosa per il suo album Noi, le donne noi.
- Con 2004 Creuza de mä, rivisitazione di Creuza de mä (con l'aggiunta di due inediti dello stesso periodo e di Mégu megún, tratto dall'album successivo Le nuvole), Mauro Pagani ha reso omaggio al collega con cui ha spesso collaborato.
- Nel 2004 gli Afterhours includono nell'EP Gioia e Rivoluzione la loro interpretazione de La canzone di Marinella.
- Nel 2005 viene realizzato Le Nuvole, concerto di tributo a De André che si svolge il 10 luglio 2005 all'Anfiteatro romano di Cagliari. Oltre cinquemila spettatori assistono alle reinterpretazioni di canzoni e poesie del cantautore ligure da parte di artisti come Neffa, Andrea Parodi, Antonella Ruggiero, Morgan, Massimo Ranieri, Francesco Di Giacomo, Sergio Cammariere, Dolcenera e Massimo Ghini, sulle note dell'Orchestra Internazionale Sarda diretta da Roberto Colombo. Il concerto viene filmato integralmente per Rai Uno, che lo trasmette dieci giorni dopo, riproponendolo in seguito più volte, anche su Rai International. Dall'evento verrà inoltre selezionato il DVD Omaggio a Fabrizio De André.

De André in concerto nel 1982

- Nel 2006 si svolge il concerto tributo "Buon Compleanno Faber" a Milano, che vede, tra gli altri, la partecipazione di Patti Smith, Premiata Forneria Marconi e Cristina Donà[168]. Rendono inoltre omaggio a De André Morgan, con l'album Non al denaro non all'amore né al cielo, remake dell'omonimo album di Fabrizio De André pubblicato nel 1971; Loredana Bertè che include nel suo album Babybertè Live 2007 la versione live di Una storia sbagliata, registrata sette anni prima al concerto-tributo del Teatro Carlo Felice; i pugliesi Folkabbestia, che incidono Carlo Martello ritorna dalla battaglia di Poitiers includendola nel loro album 25-60-38. Breve saggio sulla canzone italiana; e i Giganti, che incidono Il pescatore (con Enrico Maria Papes alla voce solista) per il loro album Mettete dei fiori nei vostri cannoni.
- Tra il 2006 e il 2012, Patti Smith parla della registrazione di tre versioni in lingua inglese di Amore che vieni, amore che vai, Fiume Sand Creek e Una storia sbagliata (queste ultime due scritte con Bubola), con traduzioni curate da Shel Shapiro[169]; lo stesso ex leader dei Rokes incide nel 2007 River Sand Creek nel suo album Storie, sogni e rock'n'roll. Tuttavia la Smith non includerà cover di De André né nell'album Twelve né in quello successivo, Banga.
- A dicembre del 2008 Massimo Bubola pubblica l'album Dall'altra parte del vento, in cui rivisita 11 canzoni scritte in collaborazione con il cantautore genovese.
- Nel 2009 il figlio Cristiano De André ha pubblicato De André canta De André, album dal vivo registrato durante una tournée in cui Cristiano ha riproposto alcune canzoni del padre con nuovi arrangiamenti.
- Nel 2009 i C.F.F. e il Nomade Venerabile e gli Yo Yo Mundi incidono la loro interpretazione di Ho visto Nina volare inclusa nell'album Lucidinervi.
- Nel 2009 il Palazzo Ducale di Genova ha ospitato una mostra dedicata a Fabrizio De André, nata dalla collaborazione fra il Comune di Genova, Fondazione per la Cultura e la Fondazione Fabrizio De André Onlus. Curata da Vittorio Bo, Guido Harari, Vincenzo Mollica e Pepi Morgia, in collaborazione con il Centro Studi De André di Siena e Mariano Brustio, l’esposizione è stata concepita come un vero e proprio viaggio multimediale nella musica, nelle parole e nella vita di Fabrizio De André. Le tappe della mostra furono le seguenti: Palazzo Ducale di Genova, 31 dicembre 2008 – 21 giugno 2009, Museo Man di Nuoro, 16 luglio 2009 – 10 gennaio 2010, Museo dell’Ara Pacis di Roma, 24 febbraio 2010 – 30 maggio 2010, Ex Deposito Locomotive Sant’Erasmo di Palermo, 25 giugno 2010 – 24 ottobre 2010, Rotonda di via Besana di Milano, 11 marzo 2011 – 15 maggio 2011.
- Nel 2010 viene pubblicato Canti randagi 2, una raccolta di omaggi a De André in diverse tradizioni linguistiche e musicali italiani.
- Ad aprile 2010 la Premiata Forneria Marconi ha pubblicato A.D. 2010 - La buona novella, una rilettura con nuovi arrangiamenti e l'aggiunta di alcuni brevi intermezzi strumentali del 33 giri La buona novella del 1970.
- A novembre 2010 esce De André canta De André - vol. 2 con brani eseguiti in una seconda tournée del figlio Cristiano De André dedicata alle canzoni del padre.
- Nel 2011 il cantante Al Bano include nel suo album Amanda è libera la canzone Ave Maria (tratto da La buona novella). Nel 1986 aveva già inciso il brano Andrea nell'album Sempre sempre.
- Nella prima serata del Festival di Sanremo 2014 il cantautore Luciano Ligabue si esibisce in una versione di Crêuza de mä, in omaggio al compleanno del cantautore genovese, il 18 febbraio.
- Nel 2016 il rapper Clementino interpreta la canzone Don Raffaè durante la serata del Festival di Sanremo 2016 dedicata alle cover.
- Nel 2016 il musicista Manuel Gordiani pubblica il disco "MEU CARO AMIGO" nel quale traduce in portoghese alcune canzoni di De André e alcune canzoni di Chico Buarque in italiano.
- Nel 2017 Zucchero Fornaciari inserisce la sua versione live di Ho visto Nina volare, eseguita durante il tributo Faber, amico fragile, nella raccolta Wanted (The Best Collection).
- Il 23 gennaio 2018 esce il film biografico Fabrizio De André - Principe libero, diretto da Luca Facchini, che racconta la vita di De André dagli inizi dell'attività artistica a dopo il rapimento in Sardegna, in cui il ruolo del cantautore è interpretato da Luca Marinelli.
- Il 23 aprile 2019 esce il disco tributo Faber nostrum, album in cui vari esponenti della musica italiana reinterpretano un brano del cantautore genovese.[170]
- Il 9 maggio 2019 il rapper Izi pubblica l'album Aletheia, con all'interno una reinterpretazione di Dolcenera.
- Il 6 febbraio 2020 il cantante Mika si esibisce sul palco del Festival di Sanremo portando una reinterpretazione del brano Amore che vieni, amore che vai.
- Durante il Festival di Sanremo 2023 i rapper Madame e Izi hanno eseguito Via del Campo.

### Premio Fabrizio De André
A due mesi dalla morte del cantautore, nel 1999, viene istituito il premio De Fabula in suo onore, in seguito rinominato in Premio Fabrizio De André, assegnato a chi, nei diversi rami della cultura, sia stato particolarmente capace di diffondere la cultura ligure e specialmente genovese al di fuori della regione stessa.
Il premio consiste nell'assegnazione al vincitore di un quartaro d'oro (moneta un tempo utilizzata a Genova).

## Tematiche religiose

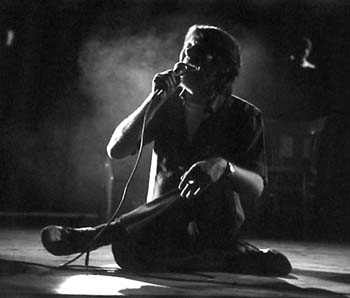
Fabrizio De André sul palco nel 1984

Molti sono i brani attraverso i quali De André esprime la sua visione religiosa. Già nel suo primo album Vol. 1º, inserisce brani come Preghiera in Gennaio, dedicato al suicidio dell'amico Luigi Tenco, Spiritual, Si chiamava Gesù. Con il concept album La buona novella (1970) il cantautore dedica un'intera opera alla tematica del Nuovo Testamento, umanizzando i personaggi del Vangelo e dei vangeli apocrifi. Riferimenti alla fede, alla religione, sono presenti direttamente o indirettamente anche in altri brani (Smisurata preghiera, Khorakhané, Il testamento, Il testamento di Tito ecc.), ma risulta difficile descrivere con certezza la visione (probabilmente in continua evoluzione) del cantautore su questi temi, se non attraverso sue esplicite dichiarazioni.
Nonostante molte volte si sia dichiarato non credente, egli espresse spesso nei fatti una religiosità di tipo "panteistico", pur ammirando alcune figure religiose concrete, nonché la religione dei nativi americani. Affermò:
In ogni caso, l'atteggiamento tenuto da De André nei confronti dell'uso politico della religione, delle gerarchie ecclesiastiche e dell'ipocrisia della provincia ligure è spesso sarcastico e fortemente critico, fino all'anticlericalismo, nel contestarne i comportamenti contraddittori, come, ad esempio, nelle canzoni Un blasfemo, Il testamento di Tito, La ballata del Miché e gli ultimi versi di Bocca di rosa.
Si dichiarò anche vicino alla spiritualità animista e panpsichista:
Dopo il rapimento, la visione religiosa di De André ebbe una nuova evoluzione: umanista nel suo prestare attenzione all'uomo – in contrapposizione con la fede in un Dio, creazione dell'uomo stesso –, De André è uscito da quell'esperienza con un rinnovato rispetto nella fede e la divinità.
Qualche mese prima della sua scomparsa, nel concerto al teatro Brancaccio di Roma nel 1998, De André fece le seguenti dichiarazioni riguardo all'album La buona novella:
Infine, nelle note del diario che De André tenne negli ultimi mesi di vita è contenuta una sua poesia inedita dedicata a San Francesco.
Tra le passioni di De André, vi era anche quella per l'astrologia.
Come afferma anche Mauro Pagani in una intervista «Fabrizio aveva una gran passione per l'astrologia. Anzi, se doveva intraprendere con qualcuno un lavoro appena più che saltuario, per prima cosa gli chiedeva la data di nascita e l'ora. Poi gli faceva l'oroscopo di base e il quadro astrale completo, con tanto di effemeridi. E, se buttava male, il lavoro non partiva nemmeno».

## Composizione, influenze e paternità delle canzoni

De André durante il tour del 1982

Lungo la propria carriera De André ha collaborato, sia per la parte musicale, sia per la parte testuale, con numerosi altri artisti, prediligendo la composizione dei testi a quella delle musiche. Fatta eccezione per l'album La buona novella, di cui firma testo e musica di tutte quante le tracce a parte Il testamento di Tito; le canzoni in cui De André è autore unico sia del testo che della musica sono nove (La ballata dell'eroe, Il testamento, La guerra di Piero, La canzone di Marinella, Per i tuoi larghi occhi, Amore che vieni, amore che vai, La ballata dell'amore cieco, Amico fragile e Giugno '73), i brani in cui è co-autore sia del testo che della musica sono 87, mentre quelli in assoluto in cui figura (come autore o co-autore della musica o del testo) sono 216.
In casi come quello de La canzone dell'amore perduto, accreditata al solo De André, la musica è quella di un brano nel pubblico dominio del XVIII secolo di Georg Philipp Telemann. Vittorio Centanaro, collaboratore di De André non iscritto alla SIAE, ha dichiarato di aver anch'egli stesso collaborato alla stesura de La guerra di Piero e Si chiamava Gesù, accreditate al solo De André. A Il fannullone e Carlo Martello ritorna dalla battaglia di Poitiers (1962) ha collaborato ai testi Paolo Villaggio, affermando – per il secondo brano – d'essere unico autore del testo, ma smentito da De André stesso. Geordie è un adattamento con traduzione di un brano tradizionale inglese, reso popolare negli stessi anni anche dall'interpretazione di Joan Baez. La canzone del maggio (la cui musica ritorna parzialmente anche nel brano Nella mia ora di libertà dello stesso album Storia di un impiegato), accreditata come "canto del maggio francese", è una lontana rielaborazione di un pezzo della cantante Dominique Grange (Chacun de vous est concerné) che la donò a De André rinunciando ai diritti d'autore. Il re fa rullare i tamburi è accreditata a De André, è indicata in nota come rielaborazione di una canzone popolare francese del XIV secolo. Hotel Supramonte riprende per la parte musicale Hotel Miramonti del collaboratore Massimo Bubola. Fila la lana, indicata come "canzone popolare francese del quindicesimo secolo" che De André aveva conosciuto tramite Vittorio Centanaro, fu composta per la parte musicale da Robert Marcy nel 1948 e interpretata da Jacques Douai nel 1955, e tradotta da De André. Via del Campo, accreditata inizialmente anche per la parte musicale a De André, che la riteneva una melodia anonima del XV secolo, prende la musica dal brano di Enzo Jannacci La mia morosa la va alla fonte (scritto con Dario Fo): Jannacci riconobbe la buona fede di De André, raccontando d'avergli teso uno scherzo presentandogli una musica medievale riarrangiata da lui, e nel 1990 concordò il doppio accredito Jannacci-De André. Andrea, accreditata a De André e Bubola, nel bridge fra una strofa e la successiva, cita col violino il refrain del brano O' comme Histoire d'O composto da Pierre Bachelet, colonna sonora del film Histoire d'O. Fiume Sand Creek, accreditata a De André e Bubola, per metà della linea melodica della strofa è forse ispirata a Summer '68 dei Pink Floyd.

De André nel febbraio 1998 in concerto al teatro Brancaccio di Roma

Oltre agli adattamenti, ufficialmente riconosciuti, di noti brani di cantautori stranieri (come Brassens, Dylan e Cohen) e alle riprese di temi musicali e letterari esplicitamenti dichiarati (come il testo di Smisurata preghiera, tratto da Imprese e tribolazioni di Maqroll il Gabbiere di Álvaro Mutis o i brani ispirati all'Antologia di Spoon River di Edgar Lee Masters), De André si ispirava anche alla tradizione della canzone popolare anarchica, che spesso riprendeva melodie adattandole al nuovo contesto (l'esempio più celebre sono i canti scritti da Pietro Gori, su musiche tratte dalla tradizione popolare o scritte da Rossini e Verdi).
De André, che non ha mai ricevuto contenziosi per questioni inerenti al diritto d'autore, regalò egli stesso un verso della sua canzone La domenica delle salme (1990) a Loredana Bertè, che lo usò come titolo del suo album Un pettirosso da combattimento (1997).

Sulla paternità delle canzoni di De André, Francesco De Gregori, intervistato da Roberto Cotroneo, ha dichiarato al proposito: 
(Francesco De Gregori)
Sullo stesso tema De André ha dichiarato:
(Fabrizio De André)
De André è accreditato come autore o co-autore di tutti i brani originali da lui registrati nel corso della sua intera carriera, con due sole eccezioni: Le storie di ieri, scritta da Francesco De Gregori (che incise anche lui, quasi contemporaneamente a De André, con piccole variazioni di testo); E fu la notte con testo di Franco Franchi e musica di Carlo Cesare Stanisci e Arrigo Amadesi.

## Discografia
- 1966 – Tutto Fabrizio De André
- 1967 – Vol. 1º
- 1968 – Tutti morimmo a stento
- 1968 – Volume 3º
- 1969 – Nuvole barocche
- 1970 – La buona novella
- 1971 – Non al denaro non all'amore né al cielo
- 1973 – Storia di un impiegato
- 1974 – Canzoni
- 1975 – Vol. 8
- 1978 – Rimini
- 1981 – Fabrizio De André (anche conosciuto come L'indiano)
- 1984 – Creuza de mä
- 1990 – Le nuvole
- 1996 – Anime salve

## Tournée
I tour di Fabrizio De André, compiuti nel periodo compreso dal 1975 al 1998, sono in tutto 12, dei quali solamente uno europeo. Nel primo è stato accompagnato da due musicisti dei New Trolls e due dei Nuova Idea e nel secondo dalla Premiata Forneria Marconi (che curò tutti i nuovi arrangiamenti dei brani).

## Opere
- Testimonianza in Gianni Borgna, Luca Serianni (a cura di), La lingua cantata. L'italiano nella canzone dagli anni Trenta ad oggi, Roma, Garamond, 1994.
- Fabrizio De André e Alessandro Gennari, Un destino ridicolo, romanzo, Torino, Einaudi, 1996, ISBN 88-06-14255-0.
- Fabrizio De André (cinque poesie da altrettanti testi), Maura Cantamessa (sei calcografie), Luce, luce lontana, con uno scritto di Alessandro Gennari, edizione a tiratura limitata, Bergamo, El Bagatt, 1997.
- Prefazione a François Villon, Poesie, Milano, Feltrinelli, 1996.
- Fabrizio De André, Oliviero Malaspina, I notturni, 1999, inedito; pubblicato in appendice (nell'edizione ampliata del 2012), con altri appunti, in Belin, sei sicuro? Storia e canzoni di Fabrizio De André di Riccardo Bertoncelli.
- Fabrizio De André, Come un'anomalia. Tutte le canzoni, Torino, Einaudi, 1999, ISBN 88-06-15306-4.
- Fabrizio De André. Tutte le canzoni. Con DVD. Libro con tutti i testi commentati + DVD-Rom, Pag. 336. Mondadori editore, 2006. ISBN 8804554266.
- Fabrizio De André, Una goccia di splendore. Un'autobiografia per parole e immagini, a cura di Guido Harari, con testi inediti, Milano, Rizzoli, 2007, ISBN 978-88-17-01166-2.

## Le canzoni di Fabrizio De André nei film
La musica di Fabrizio De André è presente nei film:
- La cuccagna, regia di Luciano Salce (1962).
- O pai de Migueliño, regia di Miguel Castelo (1977).
- Topo Galileo, regia di Francesco Laudadio (1987).
- Ilona arriva con la pioggia, regia di Sergio Cabrera (1996).
- Non al denaro non all'amore né al cielo, regia di Ielma Adinolfi, Francesco Crispino, Flavio Rizzo e Gabriele Scardino (1996).
- L'odore del sangue, regia di Mario Martone (2004).
- A correggere la fortuna, regia di Luca Facchini (2006).
- In fabbrica, regia di Francesca Comencini (2007).
- Un piede in terra e l'altro in mare, regia di Silvio Soldini (2007).
- Amore che vieni, amore che vai, regia di Daniele Costantini (2008).
- Palermo Shooting, regia di Wim Wenders (2008).
- I primi della lista, regia di Roan Johnson (2011).
- Fabrizio De André - Principe libero, regia di Luca Facchini (2018).

### Nel teatro
Storie di personaggi dalle canzoni e reminiscenze musicali:
- Faber est - Il mondo di Fabrizio De André, scritto e diretto da Giuseppe Curreli, 2009.

## Premi, riconoscimenti, omaggi
(Fernanda Pivano, consegnando il Premio Lunezia 1997 a Smisurata preghiera)
- Premio Tenco

- - 1975 - Premio Tenco a De André, premiato insieme a Vinícius de Moraes, Fausto Amodei, Umberto Bindi, Francesco Guccini, Enzo Jannacci.
  - 1984 - Targa Tenco per l'album Crêuza de mä e all'omonima canzone premio per la miglior canzone in dialetto.
  - 1991 - Targa Tenco per il brano La domenica delle salme e per l'album Le nuvole.
  - 1997 - Targa Tenco per il brano Princesa e per l'album Anime salve.
- 1997 - Premio Lunezia per il brano Smisurata preghiera dall'album Anime salve.
- 2001 - Gli viene conferito (postumo) il Premio Librex Montale Poetry for music.
- 2009 - Premio Fionda di Legno (postumo).
- A Piazza Armerina il 31 maggio 2011 la Giunta Municipale ha intitolato via Fabrizio De André la strada che da via B. Croce conduce all'ingresso del carcere mandamentale, con la motivazione che il cantautore era da sempre stato sensibile alle problematiche della vita dei carcerati.
- A Tempio Pausania il 21 luglio 2016 viene inaugurata Piazza Fabrizio De André, uno spazio con un'installazione architettonica disegnata da Renzo Piano, in ricordo del forte legame che il cantautore aveva con la città, dove ha vissuto per molti anni.[194].
- Tra le numerose intitolazioni (la prima fu poco dopo la morte, la via al mare Fabrizio De André a Genova), a Sarzana in provincia della Spezia è stata dedicata una piazza al cantautore, così come il piazzale antistante al nuovo polo universitario di Asti.
- A Nervi, in via Bonanno, nella scalinata parallela alla linea ferroviaria che conduce a Capolungo, è stata ricavata nel 2005, una vetrina con una scultura opera di A. Leverone a forma di libro dedicata a Bocca di rosa con i versi della canzone in occasione del 60⁰ anniversario della fondazione della Società sportiva Sant'Ilario[195]

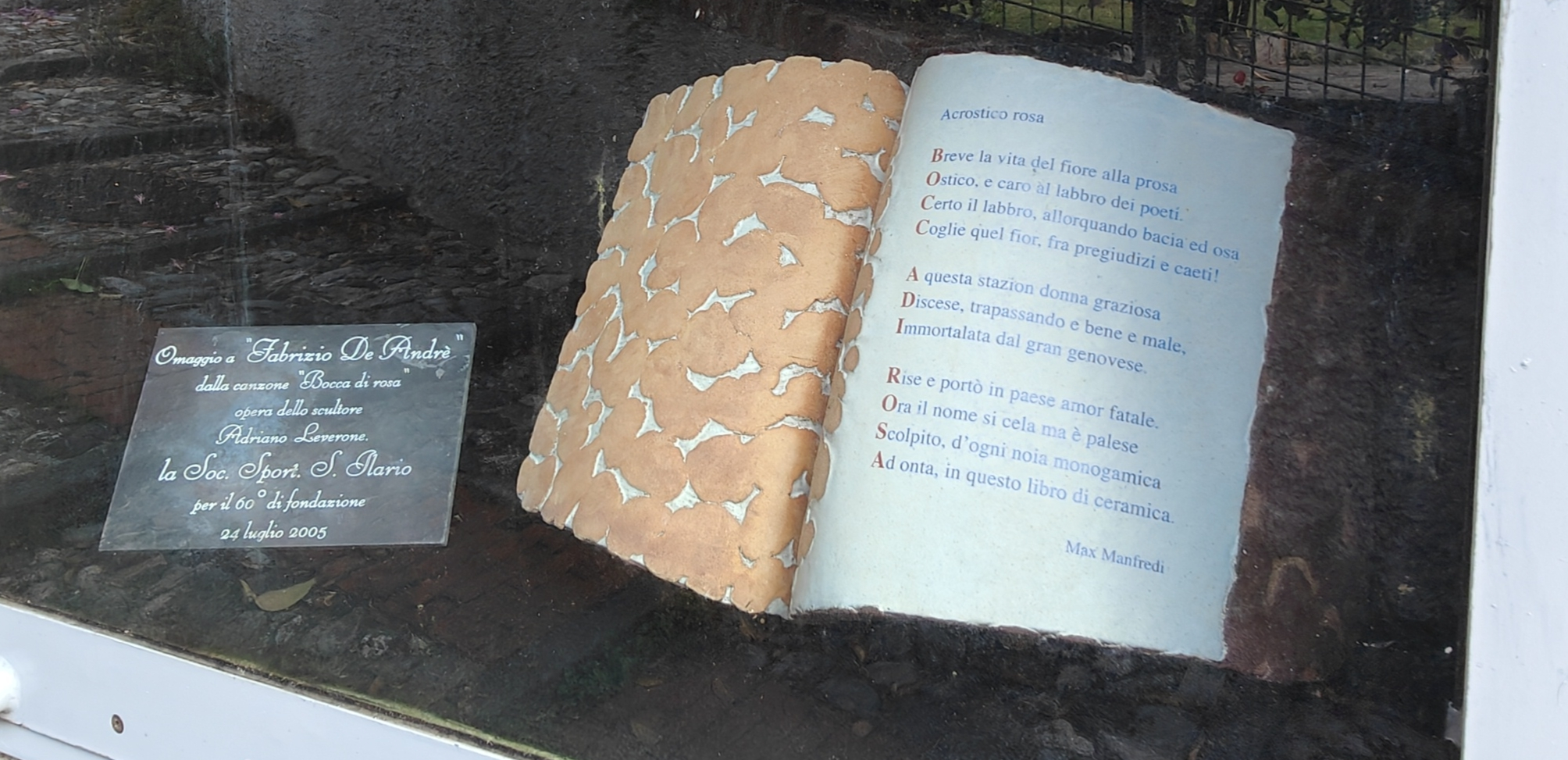
Scultura a forma di libro con i versi di Bocca di rosa, opera di A. Leverone (2005) in occasione del 60⁰ anno di fondazione della Società Sportiva Sant'Ilario a Nervi

## Cultura di massa

### Commemorazioni
Ogni anno l'11 gennaio (data di morte del cantautore) molti fan si riuniscono nelle piazze delle principali città Italiane ed Europee per cantare i brani del cantante. Questo evento è stato denominato Cantata Anarchica.

### Cinema
- Amore che vieni, amore che vai, regia di Daniele Costantini (2008)
- Faber nostro, regia di Lino Pinna (2008)[196].
- Fabrizio De André - Principe libero, regia di Luca Facchini (2018)[197][198][199][200].

### Documentari
- Faber, regia di Bruno Bigoni e Romano Giuffrida (1999)
- Speciale TG1 - Raccontando De André di Vincenzo Mollica (2008)
- Effedia - Sulla mia cattiva strada, regia di Teresa Marchesi (2008)
- Che tempo che fa - Speciale Fabrizio De André (2009)
- Rai Radio 3, rubrica Storyville (2009)
- Emozioni - Fabrizio De André, regia di Simona Ercolani (2012)
- Faber in Sardegna & L'ultimo concerto di Fabrizio De André, regia di Gianfranco Cabiddu (2015)
- Fabrizio De André e PFM - Il concerto ritrovato, regia di Walter Veltroni (2020)
- Lettera a Faber, regia di Christian Olcese (2021)

### Fumetti
- I maledetti del rock italiano, segni e suoni di strada da Clem sacco ai 99 Posse, Editori del Grifo, Montepulciano, 2008.
- Sergio Algozzino, Ballata per Fabrizio De André, Ponte di Piave, Edizioni BeccoGiallo, 2008, ISBN 978-88-85832-47-3.
- Mauro Biani, Come una specie di sorriso, Viterbo, Stampa Alternativa, 2009.
- Ivo Milazzo e Fabrizio Càlzia, Uomo Faber - biografia a fumetti di Fabrizio De André, Novara, De Agostini, 2010.
- Fabrizio De André viene citato nel volume 151 di Tex - Collezione storica a colori (A due passi dalla morte). In particolar modo si parla dell'album L'indiano e del brano Fiume Sand Creek.[senza fonte]
- In un volume di Dylan Dog vengono citati alcuni versi del brano Un chimico.[senza fonte]

## Archivio e biblioteca personale
La Biblioteca di area umanistica dell'Università degli studi di Siena conserva il Fondo Fabrizio De André, comprendente carte familiari, corrispondenza, scritti connessi all'elaborazione dei testi delle canzoni (con particolare riguardo agli album Le Nuvole e Anime salve) e materiali relativi all’organizzazione di tournée. È inoltre presente un nucleo di libri appartenuti al cantautore.